# Lista de bens tombados na Zona Sul da cidade do Rio de Janeiro
A lista de bens tombados da Zona Sul da cidade do Rio de Janeiro reúne itens do patrimônio cultural e histórico da Zona Sul da cidade do Rio de Janeiro. Os atos de promoção e proteção desses patrimônios a nível municipal é de responsabilidade do Instituto Rio Patrimônio da Humanidade (IRPH), antiga Subsecretaria do Patrimônio Cultural, Intervenção Urbana, Arquitetura e Design (SUBPC). Os tombamentos estaduais foram realizados pelo Instituto Estadual do Patrimônio Cultural (INEPAC).
Dentre os patrimônios tombados está o Instituto de Pesquisas Jardim Botânico do Rio de Janeiro que é uma instituição reconhecida pelo IPHAN, no contexto de preservação do patrimônio cultural e histórico brasileiro. O local onde hoje é o Jardim Botânico foi fundado por D. João VI por meio do  decreto de 13 de junho de 1808 com o nome de Real Horto e tinha a finalidade de cultivar especiarias. Ao ser coroado como rei do Reino Unido de Portugal, Brasil e Algarves D.João VI rebatizou o instituto como Real Jardim Botânico. Atualmente o espaço conta com biblioteca, herbário, estufa e incentivo a pesquisa científica.
| Imagem | Bem                                                                       | Data de fundação       | Coordenadas                                               | Tombamento | Referência |
| ------ | ------------------------------------------------------------------------- | ---------------------- | --------------------------------------------------------- | --- | ---------- |
|        | 17º Grupamento de Bombeiros Militares do Estado                           |                        | 22° 58′ 34″ S, 43° 11′ 37″ O                              | bem tombado pelo IRPH |            |
|        | A Eça de Queiroz                                                          |                        | 22° 57′ 29″ S, 43° 10′ 39″ O                              | patrimônio registrado pelo Inventário de Monumentos RJ                                                                            |            |
|        | A Menina dos Balões Encantados                                            | outubro de 2007        | 22° 59′ 03″ S, 43° 12′ 19″ O                              | patrimônio registrado pelo Inventário de Monumentos RJ                                                                            |            |
|        | A Millôr Fernandes                                                        |                        | 22° 59′ 24″ S, 43° 11′ 29″ O                              | patrimônio registrado pelo Inventário de Monumentos RJ                                                                            |            |
|        | A Nijinski                                                                |                        | 22° 58′ 20″ S, 43° 12′ 10″ O                              | patrimônio registrado pelo Inventário de Monumentos RJ                                                                            |            |
|        | Abertura dos Portos                                                       |                        | 22° 55′ 20″ S, 43° 10′ 21″ O                              | patrimônio registrado pelo Inventário de Monumentos RJ                                                                            |            |
|        | Abrahan Medina                                                            | janeiro de 1996        | 22° 59′ 09″ S, 43° 11′ 20″ O                              | patrimônio registrado pelo Inventário de Monumentos RJ                                                                            |            |
|        | Acervo do Instituto Cultural Cravo Albim                                  |                        | 22° 56′ 55″ S, 43° 09′ 49″ O                              | bem tombado pelo INEPAC |            |
|        | Acoplamento                                                               | março de 1979          | 22° 58′ 25″ S, 43° 12′ 06″ O                              | patrimônio registrado pelo Inventário de Monumentos RJ                                                                            |            |
|        | Afonso Celso                                                              |                        | 22° 54′ 54″ S, 43° 10′ 33″ O                              | patrimônio registrado pelo Inventário de Monumentos RJ                                                                            |            |
|        | Afrânio de Melo Franco                                                    | outubro de 2010        | 22° 58′ 58″ S, 43° 13′ 05″ O                              | patrimônio registrado pelo Inventário de Monumentos RJ                                                                            |            |
|        | Alberto de Oliviera                                                       | abril de 1928          | 22° 55′ 15″ S, 43° 10′ 29″ O                              | patrimônio registrado pelo Inventário de Monumentos RJ                                                                            |            |
|        | Alfredo Agache                                                            | julho de 1969          | 22° 55′ 02″ S, 43° 10′ 33″ O                              | patrimônio registrado pelo Inventário de Monumentos RJ                                                                            |            |
|        | Alfredo Gomes                                                             |                        | 22° 55′ 52″ S, 43° 10′ 46″ O                              | patrimônio registrado pelo Inventário de Monumentos RJ                                                                            |            |
|        | Almirante Barroso                                                         |                        | 22° 55′ 07″ S, 43° 10′ 33″ O                              | patrimônio registrado pelo Inventário de Monumentos RJ                                                                            |            |
|        | Almirante Júlio de Noronha                                                | junho de 1980          | 22° 57′ 45″ S, 43° 09′ 55″ O                              | patrimônio registrado pelo Inventário de Monumentos RJ                                                                            |            |
|        | Almirante Saldanha da Gama                                                | abril de 1946          | 22° 59′ 07″ S, 43° 12′ 54″ O                              | patrimônio registrado pelo Inventário de Monumentos RJ                                                                            |            |
|        | Almirante Tamandaré                                                       | dezembro de 1937       | 22° 56′ 29″ S, 43° 10′ 39″ O                              | patrimônio registrado pelo Inventário de Monumentos RJ bem tombado pelo IRPH                                                      |            |
|        | Aloysio Maria Teixeira                                                    | outubro de 2013        | 22° 59′ 00″ S, 43° 13′ 41″ O                              | patrimônio registrado pelo Inventário de Monumentos RJ                                                                            |            |
|        | Amor Materno                                                              | janeiro de 1971        | 22° 56′ 33″ S, 43° 10′ 26″ O                              | patrimônio registrado pelo Inventário de Monumentos RJ                                                                            |            |
|        | Amurada da Avenida Lauro Sodré                                            | janeiro de 1959        | 22° 57′ 26″ S, 43° 10′ 39″ O                              | patrimônio registrado pelo Inventário de Monumentos RJ                                                                            |            |
|        | Amurada da Glória                                                         |                        | 22° 55′ 08″ S, 43° 10′ 37″ O                              | patrimônio registrado pelo Inventário de Monumentos RJ                                                                            |            |
|        | Amurada da Rua General Urquisa                                            |                        | 22° 58′ 51″ S, 43° 13′ 31″ O                              | patrimônio registrado pelo Inventário de Monumentos RJ                                                                            |            |
|        | Amurada da Rua Portugal, ou da Urca                                       |                        | 22° 57′ 04″ S, 43° 10′ 05″ O                              | patrimônio registrado pelo Inventário de Monumentos RJ                                                                            |            |
|        | Amurada do Hotel Glória                                                   |                        | 22° 55′ 20″ S, 43° 10′ 21″ O                              | patrimônio registrado pelo Inventário de Monumentos RJ                                                                            |            |
|        | Amurada do Outeiro da Glória                                              |                        | 22° 55′ 14″ S, 43° 10′ 32″ O                              | patrimônio registrado pelo Inventário de Monumentos RJ bem tombado pelo IRPH                                                      |            |
|        | Ana Carolina                                                              |                        | 22° 55′ 59″ S, 43° 11′ 06″ O                              | patrimônio registrado pelo Inventário de Monumentos RJ                                                                            |            |
|        | Antiga Casa das Máquinas dos Bondes                                       |                        | 22° 55′ 48″ S, 43° 10′ 34″ O                              | bem tombado pelo INEPAC |            |
|        | Antiga Estação Elevatória e de Tratamento de Esgoto                       |                        | 22° 55′ 14″ S, 43° 10′ 31″ O                              | bem tombado pelo INEPAC |            |
|        | Antiga Sede da Faculdade de Direito da UERJ                               |                        | 22° 55′ 44″ S, 43° 10′ 37″ O                              | bem tombado pelo INEPAC bem tombado pelo IRPH                                                                                     |            |
|        | Antiga Sede do 'High Life Club'                                           |                        |                                                           | bem tombado pelo IRPH |            |
|        | Antigo Externato do Coração Eucarístico                                   |                        |                                                           | bem tombado pelo IRPH |            |
|        | Antigo Pavilhão de Máquinas da Exposição Nacional de 1908                 |                        |                                                           | bem tombado pelo INEPAC |            |
|        | Ao Levante do Forte                                                       | julho de 1944          | 22° 59′ 12″ S, 43° 11′ 17″ O                              | patrimônio registrado pelo Inventário de Monumentos RJ                                                                            |            |
|        | Aquarela 'Vista Interior da Praça do Commercio'                           |                        | 22° 54′ 01″ S, 43° 10′ 35″ O                              | bem tombado pelo INEPAC |            |
|        | Arcos da Ladeira do Leme                                                  |                        |                                                           | bem tombado pelo INEPAC |            |
|        | Arcos do Leme                                                             |                        | 22° 57′ 39″ S, 43° 10′ 43″ O                              | patrimônio registrado pelo Inventário de Monumentos RJ                                                                            |            |
|        | Ary Barroso I                                                             |                        | 22° 57′ 52″ S, 43° 10′ 20″ O                              | patrimônio registrado pelo Inventário de Monumentos RJ                                                                            |            |
|        | Ary Barroso II                                                            |                        | 22° 57′ 46″ S, 43° 10′ 04″ O                              | patrimônio registrado pelo Inventário de Monumentos RJ                                                                            |            |
|        | Aterro do Flamengo                                                        | 1965                   | 22° 55′ 16″ S, 43° 10′ 12″ O 22° 55′ 13″ S, 43° 10′ 11″ O | bem tombado pelo IPHAN |            |
|        | Atleta                                                                    |                        | 22° 58′ 21″ S, 43° 12′ 11″ O                              | patrimônio registrado pelo Inventário de Monumentos RJ                                                                            |            |
|        | Baden Powell                                                              |                        |                                                           | patrimônio registrado pelo Inventário de Monumentos RJ                                                                            |            |
|        | Balões ou Ritual do Vento                                                 |                        | 22° 57′ 44″ S, 43° 12′ 16″ O                              | patrimônio registrado pelo Inventário de Monumentos RJ                                                                            |            |
|        | Banco Marajoara do Parque da Cidade                                       |                        | 22° 58′ 38″ S, 43° 14′ 43″ O                              | patrimônio registrado pelo Inventário de Monumentos RJ                                                                            |            |
|        | Banco Namoradeira                                                         |                        | 22° 58′ 15″ S, 43° 12′ 26″ O                              | patrimônio registrado pelo Inventário de Monumentos RJ                                                                            |            |
|        | Banco da Estrada do Joá                                                   |                        | 23° 00′ 22″ S, 43° 17′ 02″ O                              | patrimônio registrado pelo Inventário de Monumentos RJ                                                                            |            |
|        | Banco de Burle Marx, Largo do Machado                                     | janeiro de 1954        | 22° 55′ 50″ S, 43° 10′ 43″ O                              | patrimônio registrado pelo Inventário de Monumentos RJ                                                                            |            |
|        | Banco de Burle Marx, Parque do Flamengo                                   |                        | 22° 55′ 22″ S, 43° 10′ 09″ O                              | patrimônio registrado pelo Inventário de Monumentos RJ                                                                            |            |
|        | Banco de Burle Marx, Praia de Botofogo                                    | janeiro de 1954        | 22° 56′ 51″ S, 43° 10′ 56″ O                              | patrimônio registrado pelo Inventário de Monumentos RJ                                                                            |            |
|        | Banco de Mosaico I                                                        | janeiro de 2001        | 22° 58′ 06″ S, 43° 10′ 47″ O                              | patrimônio registrado pelo Inventário de Monumentos RJ                                                                            |            |
|        | Banco de Mosaico II                                                       | janeiro de 2001        | 22° 58′ 07″ S, 43° 10′ 48″ O                              | patrimônio registrado pelo Inventário de Monumentos RJ                                                                            |            |
|        | Banco de Mosaico III                                                      |                        | 22° 58′ 08″ S, 43° 10′ 49″ O                              | patrimônio registrado pelo Inventário de Monumentos RJ                                                                            |            |
|        | Banco do Canal da Avenida Visconde Albuquerque                            |                        | 22° 59′ 18″ S, 43° 13′ 41″ O                              | patrimônio registrado pelo Inventário de Monumentos RJ                                                                            |            |
|        | Banco do Largo do Boticário                                               |                        | 22° 56′ 22″ S, 43° 12′ 05″ O                              | patrimônio registrado pelo Inventário de Monumentos RJ                                                                            |            |
|        | Banco na Praça Santos Dumont                                              |                        | 22° 58′ 25″ S, 43° 13′ 33″ O                              | patrimônio registrado pelo Inventário de Monumentos RJ                                                                            |            |
|        | Bar Lagoa                                                                 |                        |                                                           | bem tombado pelo IRPH |            |
|        | Bartolomeu Mitre                                                          |                        | 22° 56′ 34″ S, 43° 10′ 51″ O                              | patrimônio registrado pelo Inventário de Monumentos RJ                                                                            |            |
|        | Beco do Boticário                                                         |                        | 22° 56′ 23″ S, 43° 12′ 05″ O                              | bem tombado pelo INEPAC |            |
|        | Bens à Rua São Clemente                                                   |                        |                                                           | bem tombado pelo IRPH |            |
|        | Bica da Rainha                                                            |                        | 22° 56′ 27″ S, 43° 11′ 49″ O                              | bem tombado pelo IPHAN patrimônio registrado pelo Inventário de Monumentos RJ                                                     |            |
|        | Bloco Monolítico                                                          |                        | 22° 54′ 52″ S, 43° 10′ 18″ O                              | patrimônio registrado pelo Inventário de Monumentos RJ                                                                            |            |
|        | Bocage                                                                    |                        | 22° 56′ 32″ S, 43° 10′ 56″ O                              | patrimônio registrado pelo Inventário de Monumentos RJ                                                                            |            |
|        | Botafogo de Futebol e Regatas                                             | 12 de agosto de 1904   | 22° 57′ 16″ S, 43° 10′ 39″ O                              | bem tombado pelo IRPH |            |
|        | Braguinha                                                                 |                        | 22° 57′ 42″ S, 43° 10′ 33″ O                              | patrimônio registrado pelo Inventário de Monumentos RJ                                                                            |            |
|        | Brigadeiro Eduardo Gomes                                                  |                        | 22° 54′ 55″ S, 43° 10′ 27″ O                              | patrimônio registrado pelo Inventário de Monumentos RJ                                                                            |            |
|        | Busto de Józef Piłsudski                                                  | 18 de dezembro de 1967 | 22° 59′ 13″ S, 43° 11′ 56″ O                              | patrimônio registrado pelo Inventário de Monumentos RJ                                                                            |            |
|        | Cacilda Becker                                                            |                        | 22° 57′ 11″ S, 43° 10′ 09″ O                              | patrimônio registrado pelo Inventário de Monumentos RJ                                                                            |            |
|        | Cais do Jardim de Alá                                                     |                        | 22° 58′ 59″ S, 43° 12′ 52″ O                              | patrimônio registrado pelo Inventário de Monumentos RJ                                                                            |            |
|        | Calçada da Fama                                                           |                        | 22° 57′ 58″ S, 43° 10′ 33″ O                              | patrimônio registrado pelo Inventário de Monumentos RJ                                                                            |            |
|        | Canhão do Parque da Cidade                                                |                        | 22° 58′ 42″ S, 43° 14′ 41″ O                              | patrimônio registrado pelo Inventário de Monumentos RJ                                                                            |            |
|        | Capela Nossa Senhora da Cabeça Rio de Janeiro                             |                        | 22° 57′ 39″ S, 43° 13′ 15″ O                              | Património de Influência Portuguesa (base de dados) bem tombado pelo IPHAN                                                        |            |
|        | Capela Nossa Senhora da Piedade                                           |                        | 22° 56′ 26″ S, 43° 10′ 42″ O                              | bem tombado pelo INEPAC |            |
|        | Capela do 1º Templo Metodista do Brasil                                   |                        |                                                           | bem tombado pelo INEPAC |            |
|        | Caramanchão da Praça Del Prete                                            |                        | 22° 55′ 59″ S, 43° 11′ 04″ O                              | patrimônio registrado pelo Inventário de Monumentos RJ                                                                            |            |
|        | Caramanchão da Praça Nossa Senhora da Paz                                 |                        | 22° 59′ 02″ S, 43° 12′ 19″ O                              | patrimônio registrado pelo Inventário de Monumentos RJ                                                                            |            |
|        | Caramanchão do Jardim de Alá                                              |                        | 22° 58′ 59″ S, 43° 12′ 51″ O                              | patrimônio registrado pelo Inventário de Monumentos RJ                                                                            |            |
|        | Caramanchão do Parque Garota de Ipanema                                   | janeiro de 1978        | 22° 59′ 18″ S, 43° 11′ 32″ O                              | patrimônio registrado pelo Inventário de Monumentos RJ                                                                            |            |
|        | Caramanchão do Parque dos Patins                                          | janeiro de 1998        | 22° 58′ 19″ S, 43° 13′ 01″ O                              | patrimônio registrado pelo Inventário de Monumentos RJ                                                                            |            |
|        | Cardeal Arcoverde                                                         |                        | 22° 55′ 16″ S, 43° 10′ 37″ O                              | patrimônio registrado pelo Inventário de Monumentos RJ                                                                            |            |
|        | Carlos Chagas                                                             |                        | 22° 56′ 30″ S, 43° 10′ 36″ O                              | patrimônio registrado pelo Inventário de Monumentos RJ                                                                            |            |
|        | Carmem Gomes                                                              |                        | 22° 55′ 00″ S, 43° 10′ 33″ O                              | patrimônio registrado pelo Inventário de Monumentos RJ                                                                            |            |
|        | Carvalho Brito                                                            |                        | 22° 56′ 53″ S, 43° 10′ 57″ O                              | patrimônio registrado pelo Inventário de Monumentos RJ                                                                            |            |
|        | Casa Onde Residiu Sobral Pinto                                            |                        |                                                           | bem tombado pelo IRPH |            |
|        | Casa Villiot                                                              |                        |                                                           | bem tombado pelo IRPH |            |
|        | Casa casada à Rua Leite Leal, nº 11                                       |                        | 22° 56′ 09″ S, 43° 11′ 18″ O                              | bem tombado pelo INEPAC bem tombado pelo IRPH                                                                                     |            |
|        | Casa casada à Rua Leite Leal, nº 19                                       |                        | 22° 56′ 09″ S, 43° 11′ 19″ O                              | bem tombado pelo INEPAC bem tombado pelo IRPH                                                                                     |            |
|        | Casa casada à Rua Leite Leal, nº 29                                       |                        | 22° 56′ 08″ S, 43° 11′ 19″ O                              | bem tombado pelo INEPAC bem tombado pelo IRPH                                                                                     |            |
|        | Casa casada à Rua Leite Leal, nº 33                                       |                        | 22° 56′ 09″ S, 43° 11′ 19″ O                              | bem tombado pelo INEPAC bem tombado pelo IRPH                                                                                     |            |
|        | Casa casada à Rua Leite Leal, nº 45                                       |                        | 22° 56′ 09″ S, 43° 11′ 19″ O                              | bem tombado pelo INEPAC bem tombado pelo IRPH                                                                                     |            |
|        | Casa da Gávea                                                             |                        | 22° 58′ 27″ S, 43° 13′ 38″ O                              | bem tombado pelo IRPH |            |
|        | Casa das Canoas                                                           | 1952                   | 22° 59′ 09″ S, 43° 16′ 22″ O                              | bem tombado pelo INEPAC bem tombado pelo IPHAN                                                                                    |            |
|        | Casa de Portinari                                                         |                        | 22° 56′ 26″ S, 43° 11′ 49″ O                              | bem tombado pelo INEPAC |            |
|        | Casa de Shows Emoções                                                     |                        | 22° 59′ 29″ S, 43° 15′ 12″ O                              | bem tombado pelo INEPAC |            |
|        | Casa do Estudante Universitário                                           |                        | 22° 56′ 33″ S, 43° 10′ 28″ O                              | bem tombado pelo INEPAC |            |
|        | Casa dos Pássaros                                                         |                        | 22° 55′ 52″ S, 43° 10′ 58″ O                              | patrimônio registrado pelo Inventário de Monumentos RJ                                                                            |            |
|        | Casa à Rua Visconde de Albuquerque, nº 1165                               |                        |                                                           | bem tombado pelo IRPH |            |
|        | Casarão - Majórica                                                        |                        |                                                           | bem tombado pelo IRPH |            |
|        | Casas Casadas                                                             |                        |                                                           | bem tombado pelo INEPAC |            |
|        | Cascata do Parque Guinle                                                  |                        | 22° 55′ 49″ S, 43° 11′ 02″ O                              | patrimônio registrado pelo Inventário de Monumentos RJ                                                                            |            |
|        | Cascata e Piscina Natural do Parque da Cidade                             |                        | 22° 58′ 38″ S, 43° 14′ 43″ O                              | patrimônio registrado pelo Inventário de Monumentos RJ                                                                            |            |
|        | Castelinho do Corcovado                                                   |                        |                                                           | bem tombado pelo IRPH |            |
|        | Castelinho do Flamengo                                                    |                        | 22° 55′ 49″ S, 43° 10′ 29″ O                              | bem tombado pelo IRPH |            |
|        | Castelo do Parque Peter Pan                                               |                        | 22° 59′ 00″ S, 43° 11′ 33″ O                              | patrimônio registrado pelo Inventário de Monumentos RJ                                                                            |            |
|        | Cazuza                                                                    |                        | 22° 59′ 10″ S, 43° 13′ 43″ O                              | patrimônio registrado pelo Inventário de Monumentos RJ                                                                            |            |
|        | Centro Cultural Midrash                                                   |                        |                                                           | bem tombado pelo IRPH |            |
|        | Centro Nacional de Folclore e Cultura Popular                             |                        | 22° 55′ 35″ S, 43° 10′ 35″ O                              | bem tombado pelo INEPAC |            |
|        | Centro Paroquial São Judas Tadeu                                          |                        |                                                           | bem tombado pelo IRPH |            |
|        | Ceres na Urca                                                             | janeiro de 1963        | 22° 57′ 20″ S, 43° 09′ 56″ O                              | patrimônio registrado pelo Inventário de Monumentos RJ                                                                            |            |
|        | Ceres no Palácio da Cidade                                                |                        | 22° 57′ 04″ S, 43° 11′ 38″ O                              | patrimônio registrado pelo Inventário de Monumentos RJ                                                                            |            |
|        | Chacrinha                                                                 |                        | 22° 58′ 01″ S, 43° 13′ 06″ O                              | patrimônio registrado pelo Inventário de Monumentos RJ                                                                            |            |
|        | Chafariz 'A Fonte'                                                        |                        | 22° 56′ 03″ S, 43° 10′ 49″ O                              | patrimônio registrado pelo Inventário de Monumentos RJ                                                                            |            |
|        | Chafariz Cascata do Museu de Arte Moderna                                 |                        | 22° 54′ 49″ S, 43° 10′ 19″ O                              | patrimônio registrado pelo Inventário de Monumentos RJ                                                                            |            |
|        | Chafariz Concha                                                           |                        | 22° 56′ 17″ S, 43° 11′ 27″ O                              | patrimônio registrado pelo Inventário de Monumentos RJ                                                                            |            |
|        | Chafariz Estrela                                                          |                        | 22° 56′ 36″ S, 43° 10′ 52″ O                              | patrimônio registrado pelo Inventário de Monumentos RJ                                                                            |            |
|        | Chafariz Interno do Museu de Arte Moderna                                 |                        | 22° 54′ 49″ S, 43° 10′ 20″ O                              | patrimônio registrado pelo Inventário de Monumentos RJ                                                                            |            |
|        | Chafariz da Glória                                                        |                        | 22° 55′ 06″ S, 43° 10′ 38″ O                              | patrimônio registrado pelo Inventário de Monumentos RJ bem tombado pelo IPHAN Património de Influência Portuguesa (base de dados) |            |
|        | Chafariz da Praia Vermelha                                                |                        | 22° 57′ 17″ S, 43° 10′ 00″ O                              | patrimônio registrado pelo Inventário de Monumentos RJ                                                                            |            |
|        | Chafariz da Praça Nicarágua                                               |                        | 22° 56′ 31″ S, 43° 10′ 39″ O                              | patrimônio registrado pelo Inventário de Monumentos RJ                                                                            |            |
|        | Chafariz da Praça Professor Silva Mello                                   |                        | 22° 56′ 23″ S, 43° 12′ 07″ O                              | patrimônio registrado pelo Inventário de Monumentos RJ                                                                            |            |
|        | Chafariz da Praça Santos Dumont                                           |                        | 22° 58′ 27″ S, 43° 13′ 34″ O                              | patrimônio registrado pelo Inventário de Monumentos RJ                                                                            |            |
|        | Chafariz da Praça São Salvador                                            |                        | 22° 56′ 02″ S, 43° 10′ 48″ O                              | bem tombado pelo INEPAC |            |
|        | Chafariz das Saracuras                                                    |                        | 22° 59′ 07″ S, 43° 11′ 52″ O                              | patrimônio registrado pelo Inventário de Monumentos RJ bem tombado pelo IPHAN                                                     |            |
|        | Chafariz de Laminas Verticais do Museu de Arte Moderna                    |                        | 22° 54′ 44″ S, 43° 10′ 19″ O                              | patrimônio registrado pelo Inventário de Monumentos RJ                                                                            |            |
|        | Chafariz de São Sebastião                                                 |                        | 22° 55′ 17″ S, 43° 10′ 24″ O                              | patrimônio registrado pelo Inventário de Monumentos RJ                                                                            |            |
|        | Chafariz do Almirante Tamandaré                                           |                        | 22° 56′ 28″ S, 43° 10′ 39″ O                              | patrimônio registrado pelo Inventário de Monumentos RJ                                                                            |            |
|        | Chafariz do Bairro Peixoto                                                |                        | 22° 58′ 03″ S, 43° 11′ 23″ O                              | patrimônio registrado pelo Inventário de Monumentos RJ                                                                            |            |
|        | Chafariz do Jardim de Alá                                                 |                        | 22° 58′ 57″ S, 43° 12′ 52″ O                              | patrimônio registrado pelo Inventário de Monumentos RJ                                                                            |            |
|        | Chafariz do Largo do Machado                                              | janeiro de 1967        | 22° 55′ 49″ S, 43° 10′ 42″ O                              | área protegida |            |
|        | Chafariz do Vaso na Praia de Botafogo                                     |                        | 22° 56′ 30″ S, 43° 10′ 48″ O                              | patrimônio registrado pelo Inventário de Monumentos RJ                                                                            |            |
|        | Chafariz dos Golfinhos                                                    |                        | 22° 54′ 58″ S, 43° 10′ 33″ O                              | patrimônio registrado pelo Inventário de Monumentos RJ                                                                            |            |
|        | Chafariz à Praça São Salvador                                             |                        | 22° 56′ 02″ S, 43° 10′ 49″ O                              | bem tombado pelo INEPAC |            |
|        | Chafarizes da Avenida Princesa Isabel                                     |                        | 22° 57′ 47″ S, 43° 10′ 28″ O                              | patrimônio registrado pelo Inventário de Monumentos RJ                                                                            |            |
|        | Chalé da Gávea                                                            |                        |                                                           | bem tombado pelo IRPH |            |
|        | Chaminé da Urca                                                           |                        | 22° 57′ 19″ S, 43° 10′ 25″ O                              | patrimônio registrado pelo Inventário de Monumentos RJ                                                                            |            |
|        | Chanuká                                                                   |                        | 22° 59′ 19″ S, 43° 13′ 40″ O                              | patrimônio registrado pelo Inventário de Monumentos RJ                                                                            |            |
|        | Chapa vertical                                                            |                        | 22° 54′ 52″ S, 43° 10′ 18″ O                              | patrimônio registrado pelo Inventário de Monumentos RJ                                                                            |            |
|        | Clarice Lispector                                                         |                        | 22° 57′ 45″ S, 43° 09′ 55″ O                              | patrimônio registrado pelo Inventário de Monumentos RJ                                                                            |            |
|        | Clarisse Índio do Brasil                                                  |                        | 22° 57′ 13″ S, 43° 11′ 49″ O                              | patrimônio registrado pelo Inventário de Monumentos RJ                                                                            |            |
|        | Clementino Fraga                                                          |                        | 22° 58′ 28″ S, 43° 13′ 35″ O                              | patrimônio registrado pelo Inventário de Monumentos RJ                                                                            |            |
|        | Clóvis Beviláqua                                                          |                        | 22° 54′ 54″ S, 43° 10′ 32″ O                              | patrimônio registrado pelo Inventário de Monumentos RJ                                                                            |            |
|        | Cobal do Leblon e Humaitá                                                 |                        |                                                           | bem tombado pelo IRPH |            |
|        | Coelho Cintra                                                             | janeiro de 1958        | 22° 57′ 43″ S, 43° 10′ 30″ O                              | patrimônio registrado pelo Inventário de Monumentos RJ                                                                            |            |
|        | Cogumelos                                                                 |                        | 22° 58′ 59″ S, 43° 11′ 32″ O                              | patrimônio registrado pelo Inventário de Monumentos RJ                                                                            |            |
|        | Cogumelos II                                                              |                        | 22° 59′ 00″ S, 43° 11′ 32″ O                              | patrimônio registrado pelo Inventário de Monumentos RJ                                                                            |            |
|        | Coleção Geyer                                                             |                        | 22° 56′ 28″ S, 43° 12′ 19″ O                              | bem tombado pelo IPHAN |            |
|        | Colégio Wakigawa                                                          |                        | 22° 55′ 52″ S, 43° 10′ 49″ O                              | bem tombado pelo INEPAC |            |
|        | Comendador Peixoto                                                        |                        | 22° 58′ 03″ S, 43° 11′ 23″ O                              | patrimônio registrado pelo Inventário de Monumentos RJ                                                                            |            |
|        | Comporta do Canal do Leblon                                               |                        | 22° 59′ 17″ S, 43° 13′ 43″ O                              | patrimônio registrado pelo Inventário de Monumentos RJ                                                                            |            |
|        | Compressão                                                                |                        | 22° 58′ 21″ S, 43° 12′ 10″ O                              | patrimônio registrado pelo Inventário de Monumentos RJ                                                                            |            |
|        | Concha Acústica do Parque do Flamengo                                     | abril de 1965          | 22° 55′ 21″ S, 43° 10′ 11″ O                              | patrimônio registrado pelo Inventário de Monumentos RJ                                                                            |            |
|        | Conjunto Arquitetônico da Igreja Nossa Senhora do Rosário                 |                        |                                                           | bem tombado pelo IRPH |            |
|        | Conjunto Arquitetônico e Esportivo do Fluminense Futebol Clube            |                        | 22° 56′ 11″ S, 43° 11′ 05″ O                              | bem tombado pelo INEPAC |            |
|        | Conjunto Residencial Marquês de São Vicente                               |                        |                                                           | bem tombado pelo IRPH |            |
|        | Conjunto Urbano-paisagístico junto à Ipanema                              |                        |                                                           | bem tombado pelo INEPAC |            |
|        | Conjunto Urbano-paisagístico junto à Leblon                               |                        | 22° 59′ 01″ S, 43° 12′ 56″ O                              | bem tombado pelo INEPAC |            |
|        | Conjunto Urbano-paisagístico junto à Praia do Leme                        |                        |                                                           | bem tombado pelo INEPAC |            |
|        | Conjunto urbano-paisagístico junto a Copacabana                           |                        | 22° 58′ 14″ S, 43° 11′ 00″ O                              | bem tombado pelo INEPAC |            |
|        | Construção                                                                |                        | 22° 58′ 22″ S, 43° 12′ 09″ O                              | patrimônio registrado pelo Inventário de Monumentos RJ                                                                            |            |
|        | Contemplação                                                              |                        | 22° 58′ 38″ S, 43° 14′ 42″ O                              | patrimônio registrado pelo Inventário de Monumentos RJ                                                                            |            |
|        | Coreto Estrela                                                            |                        | 22° 55′ 33″ S, 43° 10′ 16″ O                              | patrimônio registrado pelo Inventário de Monumentos RJ                                                                            |            |
|        | Coreto da Praça São Salvador                                              |                        | 22° 56′ 02″ S, 43° 10′ 50″ O                              | patrimônio registrado pelo Inventário de Monumentos RJ                                                                            |            |
|        | Coreto à Praça João XXIII                                                 |                        |                                                           | bem tombado pelo INEPAC |            |
|        | Cosmo I                                                                   |                        | 22° 58′ 20″ S, 43° 12′ 11″ O                              | patrimônio registrado pelo Inventário de Monumentos RJ                                                                            |            |
|        | Crepúsculo                                                                |                        | 22° 56′ 33″ S, 43° 10′ 49″ O                              | patrimônio registrado pelo Inventário de Monumentos RJ                                                                            |            |
|        | Curumim                                                                   |                        | 22° 57′ 48″ S, 43° 12′ 35″ O                              | patrimônio registrado pelo Inventário de Monumentos RJ                                                                            |            |
|        | Cândido Mendes                                                            |                        | 22° 54′ 54″ S, 43° 10′ 32″ O                              | patrimônio registrado pelo Inventário de Monumentos RJ                                                                            |            |
|        | Deck do Jardim de Alá                                                     | janeiro de 1938        | 22° 58′ 59″ S, 43° 12′ 51″ O                              | patrimônio registrado pelo Inventário de Monumentos RJ                                                                            |            |
|        | Del Prete                                                                 |                        | 22° 55′ 59″ S, 43° 11′ 04″ O                              | patrimônio registrado pelo Inventário de Monumentos RJ                                                                            |            |
|        | Diana, a Caçadora                                                         | janeiro de 1987        | 22° 58′ 22″ S, 43° 12′ 09″ O                              | patrimônio registrado pelo Inventário de Monumentos RJ                                                                            |            |
|        | Dorival Caymmi                                                            |                        | 22° 59′ 09″ S, 43° 11′ 20″ O                              | patrimônio registrado pelo Inventário de Monumentos RJ                                                                            |            |
|        | Duplo Totem                                                               |                        | 22° 58′ 48″ S, 43° 14′ 31″ O                              | patrimônio registrado pelo Inventário de Monumentos RJ                                                                            |            |
|        | Edificação à Praia do Flamengo, nº 340                                    |                        |                                                           | bem tombado pelo IRPH |            |
|        | Edifício Bela Vista                                                       |                        |                                                           | bem tombado pelo IRPH |            |
|        | Edifício Guahy                                                            |                        |                                                           | bem tombado pelo IRPH |            |
|        | Edifício Milton                                                           |                        |                                                           | bem tombado pelo IRPH |            |
|        | Edifício Praia do Flamengo                                                |                        | 22° 55′ 42″ S, 43° 10′ 27″ O                              | bem tombado pelo IRPH |            |
|        | Edifício Seabra                                                           |                        | 22° 55′ 39″ S, 43° 10′ 26″ O                              | bem tombado pelo IRPH |            |
|        | Edifício da Obra do Berço                                                 |                        |                                                           | bem tombado pelo INEPAC |            |
|        | Edifício da Sociedade Amantes da Instrução                                |                        | 22° 56′ 05″ S, 43° 10′ 59″ O                              | bem tombado pelo INEPAC |            |
|        | Edifício do Jardim de Infância Marechal Hermes                            |                        | 22° 57′ 16″ S, 43° 11′ 42″ O                              | bem tombado pelo INEPAC |            |
|        | Edifício à Estrada das Canoas, 2310                                       |                        |                                                           | bem tombado pelo INEPAC |            |
|        | Edifício à Praça São Salvador, 1                                          |                        | 22° 56′ 03″ S, 43° 10′ 51″ O                              | bem tombado pelo INEPAC |            |
|        | Edifício à Praça São Salvador, 3                                          |                        | 22° 56′ 03″ S, 43° 10′ 51″ O                              | bem tombado pelo INEPAC |            |
|        | Edifício à Praça São Salvador, 5                                          |                        | 22° 56′ 03″ S, 43° 10′ 51″ O                              | bem tombado pelo INEPAC |            |
|        | Edifício à Rua Capistrano de Abreu, 14                                    |                        |                                                           | bem tombado pelo INEPAC |            |
|        | Edifício à Rua Capistrano de Abreu, 16                                    |                        |                                                           | bem tombado pelo INEPAC |            |
|        | Edifício à Rua Capistrano de Abreu, 45                                    |                        |                                                           | bem tombado pelo INEPAC |            |
|        | Edifício à Rua Conde de Irajá, 109                                        |                        |                                                           | bem tombado pelo INEPAC |            |
|        | Edifício à Rua Conde de Irajá, 115                                        |                        |                                                           | bem tombado pelo INEPAC |            |
|        | Edifício à Rua Conde de Irajá, 125                                        |                        |                                                           | bem tombado pelo INEPAC |            |
|        | Edifício à Rua Conde de Irajá, 139                                        |                        |                                                           | bem tombado pelo INEPAC |            |
|        | Edifício à Rua Conde de Irajá, 145                                        |                        |                                                           | bem tombado pelo INEPAC |            |
|        | Edifício à Rua Conde de Irajá, 177                                        |                        |                                                           | bem tombado pelo INEPAC |            |
|        | Edifício à Rua Conde de Irajá, 183                                        |                        |                                                           | bem tombado pelo INEPAC |            |
|        | Edifício à Rua Conde de Irajá, 191                                        |                        |                                                           | bem tombado pelo INEPAC |            |
|        | Edifício à Rua Conde de Irajá, 201                                        |                        |                                                           | bem tombado pelo INEPAC |            |
|        | Edifício à Rua Conde de Irajá, 53                                         |                        |                                                           | bem tombado pelo INEPAC |            |
|        | Edifício à Rua Conde de Irajá, 63                                         |                        |                                                           | bem tombado pelo INEPAC |            |
|        | Edifício à Rua Conde de Irajá, 85                                         |                        |                                                           | bem tombado pelo INEPAC |            |
|        | Edifício à Rua Conde de Irajá, 90                                         |                        |                                                           | bem tombado pelo INEPAC |            |
|        | Edifício à Rua Conde de Irajá, 98                                         |                        |                                                           | bem tombado pelo INEPAC |            |
|        | Edifício à Rua Esteves Junior, 12                                         |                        | 22° 56′ 00″ S, 43° 10′ 47″ O                              | bem tombado pelo INEPAC |            |
|        | Edifício à Rua Esteves Junior, 14                                         |                        | 22° 56′ 00″ S, 43° 10′ 47″ O                              | bem tombado pelo INEPAC |            |
|        | Edifício à Rua Esteves Junior, 26                                         |                        | 22° 56′ 01″ S, 43° 10′ 49″ O                              | bem tombado pelo INEPAC |            |
|        | Edifício à Rua Esteves Junior, 28                                         |                        | 22° 56′ 01″ S, 43° 10′ 49″ O                              | bem tombado pelo INEPAC |            |
|        | Edifício à Rua Esteves Junior, 33                                         |                        | 22° 56′ 03″ S, 43° 10′ 52″ O                              | bem tombado pelo INEPAC |            |
|        | Edifício à Rua Esteves Junior, 35                                         |                        | 22° 56′ 03″ S, 43° 10′ 53″ O                              | bem tombado pelo INEPAC |            |
|        | Edifício à Rua Esteves Junior, 4                                          |                        | 22° 55′ 59″ S, 43° 10′ 46″ O                              | bem tombado pelo INEPAC |            |
|        | Edifício à Rua Esteves Junior, 42                                         |                        |                                                           | bem tombado pelo INEPAC |            |
|        | Edifício à Rua Esteves Junior, 51/57                                      |                        | 22° 56′ 03″ S, 43° 10′ 55″ O                              | bem tombado pelo INEPAC |            |
|        | Edifício à Rua Esteves Junior, 78                                         |                        | 22° 56′ 03″ S, 43° 10′ 55″ O                              | bem tombado pelo INEPAC |            |
|        | Edifício à Rua Ipiranga, 115                                              |                        | 22° 56′ 08″ S, 43° 10′ 51″ O                              | bem tombado pelo INEPAC |            |
|        | Edifício à Rua Ipiranga, 117                                              |                        | 22° 56′ 09″ S, 43° 10′ 51″ O                              | bem tombado pelo INEPAC |            |
|        | Edifício à Rua Ipiranga, 119                                              |                        | 22° 56′ 09″ S, 43° 10′ 51″ O                              | bem tombado pelo INEPAC |            |
|        | Edifício à Rua Ipiranga, 121                                              |                        | 22° 56′ 09″ S, 43° 10′ 51″ O                              | bem tombado pelo INEPAC |            |
|        | Edifício à Rua Ipiranga, 123                                              |                        | 22° 56′ 09″ S, 43° 10′ 51″ O                              | bem tombado pelo INEPAC |            |
|        | Edifício à Rua Ipiranga, 136                                              |                        | 22° 56′ 09″ S, 43° 10′ 52″ O                              | bem tombado pelo INEPAC |            |
|        | Edifício à Rua Ipiranga, 138                                              |                        | 22° 56′ 09″ S, 43° 10′ 51″ O                              | bem tombado pelo INEPAC |            |
|        | Edifício à Rua Ipiranga, 15                                               |                        |                                                           | bem tombado pelo INEPAC |            |
|        | Edifício à Rua Ipiranga, 47                                               |                        | 22° 56′ 02″ S, 43° 10′ 57″ O                              | bem tombado pelo INEPAC |            |
|        | Edifício à Rua Ipiranga, 49                                               |                        | 22° 56′ 03″ S, 43° 10′ 57″ O                              | bem tombado pelo INEPAC |            |
|        | Edifício à Rua Ipiranga, 51                                               |                        | 22° 56′ 03″ S, 43° 10′ 57″ O                              | bem tombado pelo INEPAC |            |
|        | Edifício à Rua Ipiranga, 53                                               |                        | 22° 56′ 03″ S, 43° 10′ 56″ O                              | bem tombado pelo INEPAC |            |
|        | Edifício à Rua Ipiranga, 54                                               |                        | 22° 56′ 03″ S, 43° 10′ 58″ O                              | bem tombado pelo INEPAC |            |
|        | Edifício à Rua Ipiranga, 55                                               |                        | 22° 56′ 03″ S, 43° 10′ 57″ O                              | bem tombado pelo INEPAC |            |
|        | Edifício à Rua Ipiranga, 59                                               |                        |                                                           | bem tombado pelo INEPAC |            |
|        | Edifício à Rua Ipiranga, 65/67                                            |                        | 22° 56′ 04″ S, 43° 10′ 55″ O                              | bem tombado pelo INEPAC |            |
|        | Edifício à Rua Ipiranga, 69                                               |                        | 22° 56′ 05″ S, 43° 10′ 55″ O                              | bem tombado pelo INEPAC |            |
|        | Edifício à Rua Ipiranga, 73                                               |                        | 22° 56′ 05″ S, 43° 10′ 55″ O                              | bem tombado pelo INEPAC |            |
|        | Edifício à Rua Ipiranga, 78                                               |                        | 22° 56′ 04″ S, 43° 10′ 56″ O                              | bem tombado pelo INEPAC |            |
|        | Edifício à Rua Ipiranga, 79                                               |                        | 22° 56′ 05″ S, 43° 10′ 55″ O                              | bem tombado pelo INEPAC |            |
|        | Edifício à Rua Ipiranga, 80                                               |                        | 22° 56′ 05″ S, 43° 10′ 56″ O                              | bem tombado pelo INEPAC |            |
|        | Edifício à Rua Ipiranga, 82                                               |                        | 22° 56′ 05″ S, 43° 10′ 56″ O                              | bem tombado pelo INEPAC |            |
|        | Edifício à Rua Ipiranga, 84                                               |                        | 22° 56′ 05″ S, 43° 10′ 56″ O                              | bem tombado pelo INEPAC |            |
|        | Edifício à Rua Ipiranga, 86                                               |                        | 22° 56′ 05″ S, 43° 10′ 55″ O                              | bem tombado pelo INEPAC |            |
|        | Edifício à Rua Ipiranga, 88                                               |                        | 22° 56′ 05″ S, 43° 10′ 55″ O                              | bem tombado pelo INEPAC |            |
|        | Edifício à Rua Ipiranga, 92                                               |                        | 22° 56′ 06″ S, 43° 10′ 55″ O                              | bem tombado pelo INEPAC |            |
|        | Edifício à Rua Ipiranga, 94                                               |                        | 22° 56′ 06″ S, 43° 10′ 55″ O                              | bem tombado pelo INEPAC |            |
|        | Edifício à Rua Ipiranga, 96                                               |                        |                                                           | bem tombado pelo INEPAC |            |
|        | Edifício à Rua Lopes Quintas, 497                                         |                        | 22° 57′ 46″ S, 43° 13′ 23″ O                              | bem tombado pelo INEPAC |            |
|        | Edifício à Rua Martins Ferreira, 12                                       |                        |                                                           | bem tombado pelo INEPAC |            |
|        | Edifício à Rua Martins Ferreira, 23                                       |                        |                                                           | bem tombado pelo INEPAC |            |
|        | Edifício à Rua Martins Ferreira, 24                                       |                        |                                                           | bem tombado pelo INEPAC |            |
|        | Edifício à Rua Martins Ferreira, 25                                       |                        |                                                           | bem tombado pelo INEPAC |            |
|        | Edifício à Rua Martins Ferreira, 30                                       |                        |                                                           | bem tombado pelo INEPAC |            |
|        | Edifício à Rua Martins Ferreira, 32                                       |                        |                                                           | bem tombado pelo INEPAC |            |
|        | Edifício à Rua Martins Ferreira, 38                                       |                        |                                                           | bem tombado pelo INEPAC |            |
|        | Edifício à Rua Martins Ferreira, 40                                       |                        |                                                           | bem tombado pelo INEPAC |            |
|        | Edifício à Rua Martins Ferreira, 44                                       |                        |                                                           | bem tombado pelo INEPAC |            |
|        | Edifício à Rua Martins Ferreira, 46                                       |                        |                                                           | bem tombado pelo INEPAC |            |
|        | Edifício à Rua Martins Ferreira, 47                                       |                        |                                                           | bem tombado pelo INEPAC |            |
|        | Edifício à Rua Martins Ferreira, 48                                       |                        |                                                           | bem tombado pelo INEPAC |            |
|        | Edifício à Rua Martins Ferreira, 50                                       |                        |                                                           | bem tombado pelo INEPAC |            |
|        | Edifício à Rua Martins Ferreira, 55                                       |                        |                                                           | bem tombado pelo INEPAC |            |
|        | Edifício à Rua Martins Ferreira, 60                                       |                        |                                                           | bem tombado pelo INEPAC |            |
|        | Edifício à Rua Martins Ferreira, 61                                       |                        |                                                           | bem tombado pelo INEPAC |            |
|        | Edifício à Rua Martins Ferreira, 63                                       |                        |                                                           | bem tombado pelo INEPAC |            |
|        | Edifício à Rua Martins Ferreira, 71                                       |                        |                                                           | bem tombado pelo INEPAC |            |
|        | Edifício à Rua Martins Ferreira, 73                                       |                        |                                                           | bem tombado pelo INEPAC |            |
|        | Edifício à Rua Martins Ferreira, 76                                       |                        |                                                           | bem tombado pelo INEPAC |            |
|        | Edifício à Rua Martins Ferreira, 77                                       |                        |                                                           | bem tombado pelo INEPAC |            |
|        | Edifício à Rua Martins Ferreira, 78                                       |                        |                                                           | bem tombado pelo INEPAC |            |
|        | Edifício à Rua Martins Ferreira, 80                                       |                        |                                                           | bem tombado pelo INEPAC |            |
|        | Edifício à Rua Martins Ferreira, 82                                       |                        |                                                           | bem tombado pelo INEPAC |            |
|        | Edifício à Rua Martins Ferreira, 88                                       |                        |                                                           | bem tombado pelo INEPAC |            |
|        | Edifício à Rua Paissandu, 272                                             |                        | 22° 56′ 09″ S, 43° 10′ 50″ O                              | bem tombado pelo INEPAC |            |
|        | Edifício à Rua Paissandu, 274                                             |                        | 22° 56′ 09″ S, 43° 10′ 51″ O                              | bem tombado pelo INEPAC |            |
|        | Edifício à Rua Paissandu, 288                                             |                        | 22° 56′ 10″ S, 43° 10′ 51″ O                              | bem tombado pelo INEPAC |            |
|        | Edifício à Rua Senador Corrêa, 10                                         |                        | 22° 56′ 00″ S, 43° 10′ 51″ O                              | bem tombado pelo INEPAC |            |
|        | Edifício à Rua Senador Corrêa, 12                                         |                        | 22° 56′ 00″ S, 43° 10′ 51″ O                              | bem tombado pelo INEPAC |            |
|        | Edifício à Rua Senador Corrêa, 14                                         |                        | 22° 56′ 02″ S, 43° 10′ 51″ O                              | bem tombado pelo INEPAC |            |
|        | Edifício à Rua São Clemente, 379                                          |                        |                                                           | bem tombado pelo INEPAC |            |
|        | Edifício à Rua São Clemente, 385                                          |                        |                                                           | bem tombado pelo INEPAC |            |
|        | Edifício à Rua São Clemente, 421                                          |                        |                                                           | bem tombado pelo INEPAC |            |
|        | Edifício à Rua São Salvador, 72                                           |                        | 22° 56′ 04″ S, 43° 10′ 51″ O                              | bem tombado pelo INEPAC |            |
|        | Edifício à Rua São Salvador, 72A                                          |                        |                                                           | bem tombado pelo INEPAC |            |
|        | Edifício à Rua das Laranjeiras, 20                                        |                        |                                                           | bem tombado pelo INEPAC |            |
|        | Edifício à Rua das Laranjeiras, 22                                        |                        |                                                           | bem tombado pelo INEPAC |            |
|        | Edifício à Rua do Catete, 243                                             |                        | 22° 55′ 43″ S, 43° 10′ 38″ O                              | bem tombado pelo INEPAC |            |
|        | Edifício à rua Mário Portela, nº 27                                       |                        | 22° 56′ 11″ S, 43° 11′ 26″ O                              | bem tombado pelo INEPAC |            |
|        | Edifício à rua Mário Portela, nº 29                                       |                        | 22° 56′ 11″ S, 43° 11′ 27″ O                              | bem tombado pelo INEPAC |            |
|        | Edifício à rua Ribeiro de Almeida, nº 23                                  |                        | 22° 56′ 00″ S, 43° 11′ 14″ O                              | bem tombado pelo INEPAC |            |
|        | Edifício à rua Ribeiro de Almeida, nº 25                                  |                        |                                                           | bem tombado pelo INEPAC |            |
|        | Edifício à rua Ribeiro de Almeida, nº 30                                  |                        | 22° 55′ 59″ S, 43° 11′ 14″ O                              | bem tombado pelo INEPAC |            |
|        | Edifício à rua Ribeiro de Almeida, nº 32                                  |                        | 22° 55′ 59″ S, 43° 11′ 14″ O                              | bem tombado pelo INEPAC |            |
|        | Edifício à rua Ribeiro de Almeida, nº 50                                  |                        |                                                           | bem tombado pelo INEPAC |            |
|        | Edifício à rua Soares Cabral, nº 1                                        |                        | 22° 56′ 05″ S, 43° 11′ 14″ O                              | bem tombado pelo INEPAC |            |
|        | Edifício à rua Soares Cabral, nº 3                                        |                        | 22° 56′ 05″ S, 43° 11′ 14″ O                              | bem tombado pelo INEPAC |            |
|        | Edifício à rua das Laranjeiras, nº 222                                    |                        | 22° 56′ 01″ S, 43° 11′ 12″ O                              | bem tombado pelo INEPAC |            |
|        | Edifício à rua das Laranjeiras, nº 265                                    |                        |                                                           | bem tombado pelo INEPAC |            |
|        | Edifício à rua das Laranjeiras, nº 301                                    |                        |                                                           | bem tombado pelo INEPAC |            |
|        | Edifício à rua das Laranjeiras, nº 308                                    |                        | 22° 56′ 06″ S, 43° 11′ 19″ O                              | bem tombado pelo INEPAC |            |
|        | Edifício à rua das Laranjeiras, nº 388                                    |                        | 22° 56′ 14″ S, 43° 11′ 25″ O 22° 56′ 14″ S, 43° 11′ 26″ O | bem tombado pelo INEPAC bem tombado pelo IRPH                                                                                     |            |
|        | Edifício à rua das Laranjeiras, nº 390                                    |                        | 22° 56′ 15″ S, 43° 11′ 25″ O 22° 56′ 14″ S, 43° 11′ 28″ O | bem tombado pelo INEPAC bem tombado pelo IRPH                                                                                     |            |
|        | Edifício à rua das Laranjeiras, nº 392                                    |                        | 22° 56′ 14″ S, 43° 11′ 25″ O 22° 56′ 15″ S, 43° 11′ 26″ O | bem tombado pelo INEPAC bem tombado pelo IRPH                                                                                     |            |
|        | Edifício à rua das Laranjeiras, nº 394                                    |                        | 22° 56′ 15″ S, 43° 11′ 25″ O 22° 56′ 15″ S, 43° 11′ 26″ O | bem tombado pelo INEPAC bem tombado pelo IRPH                                                                                     |            |
|        | Edifício à rua das Laranjeiras, nº 396                                    |                        | 22° 56′ 15″ S, 43° 11′ 25″ O 22° 56′ 15″ S, 43° 11′ 26″ O | bem tombado pelo INEPAC bem tombado pelo IRPH                                                                                     |            |
|        | Edifício à rua das Laranjeiras, nº 398                                    |                        | 22° 56′ 15″ S, 43° 11′ 25″ O 22° 56′ 15″ S, 43° 11′ 26″ O | bem tombado pelo INEPAC bem tombado pelo IRPH                                                                                     |            |
|        | Edifício à rua das Laranjeiras, nº 400                                    |                        | 22° 56′ 16″ S, 43° 11′ 25″ O 22° 56′ 15″ S, 43° 11′ 26″ O | bem tombado pelo INEPAC bem tombado pelo IRPH                                                                                     |            |
|        | Edifício à rua das Laranjeiras, nº 402                                    |                        | 22° 56′ 16″ S, 43° 11′ 25″ O 22° 56′ 16″ S, 43° 11′ 26″ O | bem tombado pelo INEPAC bem tombado pelo IRPH                                                                                     |            |
|        | Edifício à rua das Laranjeiras, nº 404                                    |                        | 22° 56′ 16″ S, 43° 11′ 25″ O 22° 56′ 16″ S, 43° 11′ 26″ O | bem tombado pelo INEPAC bem tombado pelo IRPH                                                                                     |            |
|        | Edifício à rua das Laranjeiras, nº 406                                    |                        | 22° 56′ 16″ S, 43° 11′ 26″ O                              | bem tombado pelo INEPAC |            |
|        | Edmundo Bittencourt                                                       |                        | 22° 58′ 00″ S, 43° 11′ 25″ O                              | patrimônio registrado pelo Inventário de Monumentos RJ                                                                            |            |
|        | Eduardo Tapajós                                                           |                        | 22° 55′ 23″ S, 43° 10′ 21″ O                              | patrimônio registrado pelo Inventário de Monumentos RJ                                                                            |            |
|        | Einstein                                                                  |                        | 22° 58′ 01″ S, 43° 11′ 22″ O                              | patrimônio registrado pelo Inventário de Monumentos RJ                                                                            |            |
|        | Embocadura do Túnel Aloar Prata, Túnel Velho                              |                        | 22° 57′ 42″ S, 43° 11′ 28″ O                              | patrimônio registrado pelo Inventário de Monumentos RJ                                                                            |            |
|        | Embocadura do Túnel Novo                                                  | janeiro de 1951        | 22° 57′ 31″ S, 43° 10′ 38″ O                              | patrimônio registrado pelo Inventário de Monumentos RJ                                                                            |            |
|        | Embocadura do Túnel do Pasmado                                            |                        | 22° 57′ 04″ S, 43° 10′ 48″ O                              | patrimônio registrado pelo Inventário de Monumentos RJ                                                                            |            |
|        | Emílio de Menezes                                                         |                        | 22° 55′ 49″ S, 43° 10′ 42″ O                              | patrimônio registrado pelo Inventário de Monumentos RJ                                                                            |            |
|        | Encanamento do Rio Cabeça, Reservatório e Caixas de Captação              |                        |                                                           | bem tombado pelo IRPH |            |
|        | Encontro do Parque da Catacumba                                           |                        | 22° 58′ 21″ S, 43° 12′ 10″ O                              | patrimônio registrado pelo Inventário de Monumentos RJ                                                                            |            |
|        | Equilíbrio I do Parque do Flamengo                                        |                        | 22° 55′ 30″ S, 43° 10′ 13″ O                              | patrimônio registrado pelo Inventário de Monumentos RJ                                                                            |            |
|        | Escola Municipal Deodoro                                                  |                        |                                                           | bem tombado pelo IRPH |            |
|        | Escola Municipal Henrique Dodsworth                                       |                        |                                                           | bem tombado pelo IRPH |            |
|        | Escoteiro                                                                 |                        | 22° 55′ 16″ S, 43° 10′ 25″ O                              | patrimônio registrado pelo Inventário de Monumentos RJ                                                                            |            |
|        | Escultura Lagoa                                                           | agosto de 2016         | 22° 58′ 29″ S, 43° 13′ 06″ O                              | patrimônio registrado pelo Inventário de Monumentos RJ                                                                            |            |
|        | Escultura Oscar Nieweyer I                                                |                        | 22° 59′ 22″ S, 43° 13′ 43″ O                              | patrimônio registrado pelo Inventário de Monumentos RJ                                                                            |            |
|        | Escultura Sem Título, conhecida como Estrêla                              |                        | 22° 59′ 19″ S, 43° 13′ 39″ O                              | patrimônio registrado pelo Inventário de Monumentos RJ                                                                            |            |
|        | Escultura da Praia do Flamengo                                            |                        | 22° 56′ 04″ S, 43° 10′ 27″ O                              | patrimônio registrado pelo Inventário de Monumentos RJ                                                                            |            |
|        | Escultura sem título                                                      |                        | 22° 57′ 45″ S, 43° 09′ 56″ O                              | patrimônio registrado pelo Inventário de Monumentos RJ                                                                            |            |
|        | Esfinges do portão do Parque Guinle                                       |                        | 22° 55′ 53″ S, 43° 10′ 57″ O                              | patrimônio registrado pelo Inventário de Monumentos RJ                                                                            |            |
|        | Espaço Circular e Cubo Virtual                                            |                        | 22° 54′ 52″ S, 43° 10′ 17″ O                              | patrimônio registrado pelo Inventário de Monumentos RJ                                                                            |            |
|        | Estação inicial da Estrada de Ferro do Corcovado                          |                        | 22° 56′ 26″ S, 43° 11′ 55″ O                              | bem tombado pelo INEPAC |            |
|        | Estrutura                                                                 |                        | 22° 58′ 21″ S, 43° 12′ 09″ O                              | patrimônio registrado pelo Inventário de Monumentos RJ                                                                            |            |
|        | Estrutura em diagonal ou Flor de Cactos                                   |                        | 22° 58′ 23″ S, 43° 12′ 08″ O                              | patrimônio registrado pelo Inventário de Monumentos RJ                                                                            |            |
|        | Estátua de Carlos Drummond de Andrade em Copacabana                       | 2002                   | 22° 59′ 04″ S, 43° 11′ 21″ O                              | patrimônio registrado pelo Inventário de Monumentos RJ                                                                            |            |
|        | Estátua de Quintino Bocaiúva                                              |                        | 22° 57′ 40″ S, 43° 12′ 10″ O                              | patrimônio registrado pelo Inventário de Monumentos RJ bem tombado pelo INEPAC                                                    |            |
|        | Eusébio de Oliveira                                                       |                        | 22° 57′ 14″ S, 43° 10′ 11″ O                              | patrimônio registrado pelo Inventário de Monumentos RJ                                                                            |            |
|        | Evangelista Mateus                                                        |                        | 22° 58′ 21″ S, 43° 12′ 12″ O                              | patrimônio registrado pelo Inventário de Monumentos RJ                                                                            |            |
|        | Evolução                                                                  |                        | 22° 58′ 24″ S, 43° 12′ 07″ O                              | patrimônio registrado pelo Inventário de Monumentos RJ                                                                            |            |
|        | Felino Deitado                                                            | janeiro de 1910        | 22° 54′ 56″ S, 43° 10′ 32″ O                              | patrimônio registrado pelo Inventário de Monumentos RJ                                                                            |            |
|        | Felino de Pé                                                              | janeiro de 1929        | 22° 54′ 59″ S, 43° 10′ 33″ O                              | patrimônio registrado pelo Inventário de Monumentos RJ                                                                            |            |
|        | Fernando Baptista Gonçalves                                               |                        | 22° 57′ 21″ S, 43° 11′ 54″ O                              | patrimônio registrado pelo Inventário de Monumentos RJ                                                                            |            |
|        | Flora                                                                     |                        | 22° 58′ 21″ S, 43° 12′ 10″ O                              | patrimônio registrado pelo Inventário de Monumentos RJ                                                                            |            |
|        | Flora na Urca                                                             | janeiro de 1963        | 22° 57′ 16″ S, 43° 09′ 55″ O                              | patrimônio registrado pelo Inventário de Monumentos RJ                                                                            |            |
|        | Fonte Harmonia                                                            |                        | 22° 57′ 13″ S, 43° 11′ 49″ O                              | patrimônio registrado pelo Inventário de Monumentos RJ                                                                            |            |
|        | Fonte Ramos Pinto                                                         |                        | 22° 57′ 31″ S, 43° 10′ 39″ O                              | patrimônio registrado pelo Inventário de Monumentos RJ                                                                            |            |
|        | Fonte Wallace do Parque da Cidade                                         |                        | 22° 58′ 42″ S, 43° 14′ 41″ O                              | patrimônio registrado pelo Inventário de Monumentos RJ                                                                            |            |
|        | Fonte do Golfinho - Símbolo da Cidade                                     |                        | 22° 58′ 42″ S, 43° 14′ 42″ O                              | patrimônio registrado pelo Inventário de Monumentos RJ                                                                            |            |
|        | Fonte do Joá                                                              |                        | 23° 00′ 13″ S, 43° 16′ 47″ O                              | patrimônio registrado pelo Inventário de Monumentos RJ                                                                            |            |
|        | Fonte do Largo do Boticário                                               | janeiro de 1930        | 22° 56′ 22″ S, 43° 12′ 05″ O                              | patrimônio registrado pelo Inventário de Monumentos RJ                                                                            |            |
|        | Fonte do Manequinho                                                       |                        | 22° 57′ 18″ S, 43° 10′ 39″ O                              | patrimônio registrado pelo Inventário de Monumentos RJ                                                                            |            |
|        | Fonte do Ìndio do Parque da Cidade                                        |                        | 22° 58′ 41″ S, 43° 14′ 41″ O                              | patrimônio registrado pelo Inventário de Monumentos RJ                                                                            |            |
|        | Fortaleza de São João                                                     |                        | 22° 56′ 36″ S, 43° 09′ 23″ O                              | Património de Influência Portuguesa (base de dados) bem tombado pelo IPHAN                                                        |            |
|        | Forte de Copacabana                                                       | 1908                   | 22° 59′ 09″ S, 43° 11′ 07″ O                              | bem tombado pelo INEPAC bem tombado pelo IPHAN                                                                                    |            |
|        | Frades da Estrada das Canoas                                              |                        | 22° 59′ 19″ S, 43° 16′ 09″ O                              | patrimônio registrado pelo Inventário de Monumentos RJ                                                                            |            |
|        | Frades da Praia Vermelha                                                  |                        | 22° 57′ 18″ S, 43° 09′ 56″ O                              | patrimônio registrado pelo Inventário de Monumentos RJ                                                                            |            |
|        | Francisco Morazan                                                         |                        | 22° 56′ 59″ S, 43° 10′ 52″ O                              | patrimônio registrado pelo Inventário de Monumentos RJ                                                                            |            |
|        | Frederico Ozanam                                                          |                        | 22° 57′ 10″ S, 43° 10′ 34″ O                              | patrimônio registrado pelo Inventário de Monumentos RJ                                                                            |            |
|        | Fruto do Espaço                                                           | janeiro de 1980        | 22° 58′ 22″ S, 43° 12′ 09″ O                              | patrimônio registrado pelo Inventário de Monumentos RJ                                                                            |            |
|        | Fundação Universitária José Bonifácio                                     |                        | 22° 57′ 10″ S, 43° 10′ 25″ O                              | bem tombado pelo INEPAC |            |
|        | Fundo Documental Presidência da Província do Rio de Janeiro               |                        | 22° 57′ 00″ S, 43° 10′ 56″ O                              | bem tombado pelo INEPAC |            |
|        | Gago Coutinho                                                             | janeiro de 1969        | 22° 55′ 52″ S, 43° 10′ 46″ O                              | patrimônio registrado pelo Inventário de Monumentos RJ                                                                            |            |
|        | Galeria Menescal                                                          |                        |                                                           | bem tombado pelo IRPH |            |
|        | Garota de Ipanema                                                         |                        | 22° 59′ 19″ S, 43° 11′ 31″ O                              | patrimônio registrado pelo Inventário de Monumentos RJ                                                                            |            |
|        | General Artigas                                                           |                        | 22° 56′ 30″ S, 43° 10′ 56″ O                              | patrimônio registrado pelo Inventário de Monumentos RJ                                                                            |            |
|        | General Osório em Ipanema                                                 |                        | 22° 59′ 05″ S, 43° 11′ 53″ O                              | patrimônio registrado pelo Inventário de Monumentos RJ                                                                            |            |
|        | Goleiro                                                                   |                        | 22° 58′ 22″ S, 43° 12′ 08″ O                              | patrimônio registrado pelo Inventário de Monumentos RJ                                                                            |            |
|        | Gradil da Praça Paris                                                     | fevereiro de 1992      | 22° 54′ 57″ S, 43° 10′ 34″ O                              | patrimônio registrado pelo Inventário de Monumentos RJ                                                                            |            |
|        | Gradil da Universidade Federal do Rio de Janeiro                          |                        | 22° 57′ 06″ S, 43° 10′ 31″ O                              | patrimônio registrado pelo Inventário de Monumentos RJ                                                                            |            |
|        | Grifo do portão do Parque Guinle                                          |                        | 22° 55′ 53″ S, 43° 10′ 57″ O                              | patrimônio registrado pelo Inventário de Monumentos RJ                                                                            |            |
|        | Grupo Integrado Magdalena Kahn (GMIK)                                     |                        |                                                           | bem tombado pelo IRPH |            |
|        | Gruta da Imprensa                                                         |                        | 22° 59′ 57″ S, 43° 14′ 52″ O                              | patrimônio registrado pelo Inventário de Monumentos RJ                                                                            |            |
|        | Guarda-corpo da Avenida Portugal                                          |                        | 22° 57′ 06″ S, 43° 10′ 09″ O                              | patrimônio registrado pelo Inventário de Monumentos RJ                                                                            |            |
|        | Guarda-corpo da Cidade das Crianças                                       |                        | 22° 55′ 36″ S, 43° 10′ 21″ O                              | patrimônio registrado pelo Inventário de Monumentos RJ                                                                            |            |
|        | Guarda-corpo da Rua Lineu de Paula Machado                                |                        | 22° 57′ 53″ S, 43° 13′ 00″ O                              | patrimônio registrado pelo Inventário de Monumentos RJ                                                                            |            |
|        | Guarda-corpo do Canal da Avenida Visconde Albuquerque                     |                        | 22° 59′ 05″ S, 43° 13′ 45″ O                              | patrimônio registrado pelo Inventário de Monumentos RJ                                                                            |            |
|        | Guarda-corpo do Jardim de Alá                                             |                        | 22° 59′ 05″ S, 43° 12′ 55″ O                              | patrimônio registrado pelo Inventário de Monumentos RJ                                                                            |            |
|        | Guarda-corpo no Parque Guinle                                             |                        | 22° 55′ 48″ S, 43° 11′ 03″ O                              | patrimônio registrado pelo Inventário de Monumentos RJ                                                                            |            |
|        | Guardião                                                                  |                        | 22° 58′ 24″ S, 43° 12′ 07″ O                              | patrimônio registrado pelo Inventário de Monumentos RJ                                                                            |            |
|        | Harmonia                                                                  |                        | 22° 55′ 19″ S, 43° 10′ 14″ O                              | patrimônio registrado pelo Inventário de Monumentos RJ                                                                            |            |
|        | Homem Sentado                                                             |                        | 22° 58′ 22″ S, 43° 12′ 14″ O                              | patrimônio registrado pelo Inventário de Monumentos RJ                                                                            |            |
|        | Hospital da Lagoa (edifício)                                              |                        | 22° 57′ 49″ S, 43° 12′ 56″ O                              | bem tombado pelo INEPAC bem tombado pelo IRPH                                                                                     |            |
|        | Hotel Nacional                                                            |                        | 22° 59′ 53″ S, 43° 15′ 25″ O                              | bem tombado pelo IRPH |            |
|        | Iansã                                                                     |                        | 22° 58′ 23″ S, 43° 12′ 08″ O                              | patrimônio registrado pelo Inventário de Monumentos RJ                                                                            |            |
|        | Ibrahim Sued                                                              |                        | 22° 58′ 03″ S, 43° 10′ 43″ O                              | patrimônio registrado pelo Inventário de Monumentos RJ                                                                            |            |
|        | Igreja Metodista do Jardim Botânico                                       |                        |                                                           | bem tombado pelo IRPH |            |
|        | Igreja Nossa Senhora da Conceição da Gávea                                |                        |                                                           | bem tombado pelo IRPH |            |
|        | Igreja Positivista do Brasil                                              |                        | 22° 55′ 14″ S, 43° 10′ 46″ O                              | bem tombado pelo IPHAN |            |
|        | Igreja de Nossa Senhora da Glória                                         |                        | 22° 55′ 52″ S, 43° 10′ 47″ O                              | bem tombado pelo INEPAC bem tombado pelo IRPH                                                                                     |            |
|        | Igreja de Nossa Senhora da Glória do Outeiro                              | 1714                   | 22° 55′ 17″ S, 43° 10′ 32″ O                              | bem tombado pelo IPHAN Património de Influência Portuguesa (base de dados)                                                        |            |
|        | Igreja dos Santos Anjos da Cruzada São Sebastião                          |                        |                                                           | bem tombado pelo IRPH |            |
|        | Imóvel da rua Voluntários da Pátria, n.º 457                              |                        | 22° 57′ 22″ S, 43° 11′ 49″ O                              | bem tombado pela prefeitura do Rio de Janeiro                                                                                     |            |
|        | Imóvel à Avenida Pasteur, nº 520                                          |                        |                                                           | bem tombado pelo IRPH |            |
|        | Imóvel à Avenida Rainha Elisabeth, nº 151                                 |                        |                                                           | bem tombado pelo IRPH |            |
|        | Imóvel à Avenida Rainha Elisabeth, nº 152                                 |                        |                                                           | bem tombado pelo IRPH |            |
|        | Imóvel à Ladeira do Russel, nº 57                                         |                        |                                                           | bem tombado pelo IRPH |            |
|        | Imóvel à Praça São Salvador, nº 1                                         |                        | 22° 56′ 03″ S, 43° 10′ 51″ O                              | bem tombado pelo INEPAC |            |
|        | Imóvel à Praça São Salvador, nº 3                                         |                        | 22° 56′ 03″ S, 43° 10′ 51″ O                              | bem tombado pelo INEPAC |            |
|        | Imóvel à Praça São Salvador, nº 5                                         |                        | 22° 56′ 03″ S, 43° 10′ 51″ O                              | bem tombado pelo INEPAC |            |
|        | Imóvel à Rua Bambina, nº 59                                               |                        |                                                           | bem tombado pelo IRPH |            |
|        | Imóvel à Rua Barão de Oliveira Castro, nº 77                              |                        |                                                           | bem tombado pelo IRPH |            |
|        | Imóvel à Rua Camuirano, nº 60                                             |                        |                                                           | bem tombado pelo IRPH |            |
|        | Imóvel à Rua Capistrano de Abreu, nº 45                                   |                        | 22° 57′ 17″ S, 43° 11′ 47″ O                              | bem tombado pelo INEPAC |            |
|        | Imóvel à Rua Domingos Ferreira, nº 187                                    |                        |                                                           | bem tombado pelo IRPH |            |
|        | Imóvel à Rua Esteves Júnior, nº 12                                        |                        | 22° 56′ 00″ S, 43° 10′ 47″ O                              | bem tombado pelo INEPAC |            |
|        | Imóvel à Rua Esteves Júnior, nº 14                                        |                        | 22° 56′ 00″ S, 43° 10′ 47″ O                              | bem tombado pelo INEPAC |            |
|        | Imóvel à Rua Esteves Júnior, nº 26                                        |                        | 22° 56′ 01″ S, 43° 10′ 49″ O                              | bem tombado pelo INEPAC |            |
|        | Imóvel à Rua Esteves Júnior, nº 28                                        |                        | 22° 56′ 01″ S, 43° 10′ 49″ O                              | bem tombado pelo INEPAC |            |
|        | Imóvel à Rua Esteves Júnior, nº 33                                        |                        | 22° 56′ 03″ S, 43° 10′ 52″ O                              | bem tombado pelo INEPAC |            |
|        | Imóvel à Rua Esteves Júnior, nº 35                                        |                        | 22° 56′ 03″ S, 43° 10′ 53″ O                              | bem tombado pelo INEPAC |            |
|        | Imóvel à Rua Esteves Júnior, nº 4                                         |                        | 22° 55′ 59″ S, 43° 10′ 46″ O                              | bem tombado pelo INEPAC |            |
|        | Imóvel à Rua Esteves Júnior, nº 42                                        |                        | 22° 56′ 02″ S, 43° 10′ 51″ O                              | bem tombado pelo INEPAC bem tombado pelo IRPH                                                                                     |            |
|        | Imóvel à Rua Esteves Júnior, nº 51/57                                     |                        | 22° 56′ 03″ S, 43° 10′ 55″ O                              | bem tombado pelo INEPAC |            |
|        | Imóvel à Rua Esteves Júnior, nº 78                                        |                        | 22° 56′ 03″ S, 43° 10′ 55″ O                              | bem tombado pelo INEPAC |            |
|        | Imóvel à Rua Fernandes Guimarães, nº 34                                   |                        |                                                           | bem tombado pelo IRPH |            |
|        | Imóvel à Rua Ipiranga, nº 115                                             |                        | 22° 56′ 09″ S, 43° 10′ 51″ O                              | bem tombado pelo INEPAC |            |
|        | Imóvel à Rua Ipiranga, nº 117                                             |                        | 22° 56′ 09″ S, 43° 10′ 51″ O                              | bem tombado pelo INEPAC |            |
|        | Imóvel à Rua Ipiranga, nº 119                                             |                        | 22° 56′ 09″ S, 43° 10′ 51″ O                              | bem tombado pelo INEPAC |            |
|        | Imóvel à Rua Ipiranga, nº 121                                             |                        | 22° 56′ 09″ S, 43° 10′ 51″ O                              | bem tombado pelo INEPAC |            |
|        | Imóvel à Rua Ipiranga, nº 123                                             |                        | 22° 56′ 09″ S, 43° 10′ 51″ O                              | bem tombado pelo INEPAC |            |
|        | Imóvel à Rua Ipiranga, nº 136                                             |                        | 22° 56′ 09″ S, 43° 10′ 52″ O                              | bem tombado pelo INEPAC |            |
|        | Imóvel à Rua Ipiranga, nº 138                                             |                        | 22° 56′ 09″ S, 43° 10′ 51″ O                              | bem tombado pelo INEPAC |            |
|        | Imóvel à Rua Ipiranga, nº 15                                              |                        | 22° 56′ 00″ S, 43° 10′ 59″ O                              | bem tombado pelo INEPAC |            |
|        | Imóvel à Rua Ipiranga, nº 47                                              |                        | 22° 56′ 02″ S, 43° 10′ 57″ O                              | bem tombado pelo INEPAC |            |
|        | Imóvel à Rua Ipiranga, nº 49                                              |                        | 22° 56′ 03″ S, 43° 10′ 57″ O                              | bem tombado pelo INEPAC |            |
|        | Imóvel à Rua Ipiranga, nº 51                                              |                        | 22° 56′ 03″ S, 43° 10′ 56″ O                              | bem tombado pelo INEPAC |            |
|        | Imóvel à Rua Ipiranga, nº 53                                              |                        | 22° 56′ 03″ S, 43° 10′ 56″ O                              | bem tombado pelo INEPAC |            |
|        | Imóvel à Rua Ipiranga, nº 54                                              |                        | 22° 56′ 03″ S, 43° 10′ 58″ O                              | bem tombado pelo INEPAC |            |
|        | Imóvel à Rua Ipiranga, nº 55                                              |                        | 22° 56′ 03″ S, 43° 10′ 56″ O                              | bem tombado pelo INEPAC |            |
|        | Imóvel à Rua Ipiranga, nº 59                                              |                        | 22° 56′ 03″ S, 43° 10′ 56″ O                              | bem tombado pelo INEPAC |            |
|        | Imóvel à Rua Ipiranga, nº 65/67                                           |                        | 22° 56′ 04″ S, 43° 10′ 55″ O                              | bem tombado pelo INEPAC |            |
|        | Imóvel à Rua Ipiranga, nº 69                                              |                        | 22° 56′ 05″ S, 43° 10′ 55″ O                              | bem tombado pelo INEPAC |            |
|        | Imóvel à Rua Ipiranga, nº 73                                              |                        | 22° 56′ 05″ S, 43° 10′ 55″ O                              | bem tombado pelo INEPAC |            |
|        | Imóvel à Rua Ipiranga, nº 78                                              |                        | 22° 56′ 05″ S, 43° 10′ 56″ O                              | bem tombado pelo INEPAC |            |
|        | Imóvel à Rua Ipiranga, nº 79                                              |                        | 22° 56′ 05″ S, 43° 10′ 54″ O                              | bem tombado pelo INEPAC |            |
|        | Imóvel à Rua Ipiranga, nº 80                                              |                        | 22° 56′ 05″ S, 43° 10′ 56″ O                              | bem tombado pelo INEPAC |            |
|        | Imóvel à Rua Ipiranga, nº 82                                              |                        | 22° 56′ 05″ S, 43° 10′ 56″ O                              | bem tombado pelo INEPAC |            |
|        | Imóvel à Rua Ipiranga, nº 84                                              |                        | 22° 56′ 05″ S, 43° 10′ 56″ O                              | bem tombado pelo INEPAC |            |
|        | Imóvel à Rua Ipiranga, nº 86                                              |                        | 22° 56′ 05″ S, 43° 10′ 56″ O                              | bem tombado pelo INEPAC |            |
|        | Imóvel à Rua Ipiranga, nº 88                                              |                        | 22° 56′ 05″ S, 43° 10′ 55″ O                              | bem tombado pelo INEPAC |            |
|        | Imóvel à Rua Ipiranga, nº 92                                              |                        | 22° 56′ 06″ S, 43° 10′ 55″ O                              | bem tombado pelo INEPAC |            |
|        | Imóvel à Rua Ipiranga, nº 94                                              |                        |                                                           | bem tombado pelo INEPAC |            |
|        | Imóvel à Rua Ipiranga, nº 96                                              |                        |                                                           | bem tombado pelo INEPAC |            |
|        | Imóvel à Rua Lopes Quintas, nº 497                                        |                        | 22° 57′ 46″ S, 43° 13′ 23″ O                              | bem tombado pelo INEPAC |            |
|        | Imóvel à Rua Marquês de Abrantes, nº 99                                   |                        |                                                           | bem tombado pelo IRPH |            |
|        | Imóvel à Rua Mário Portela, nº 27                                         |                        | 22° 56′ 12″ S, 43° 11′ 25″ O                              | bem tombado pelo INEPAC |            |
|        | Imóvel à Rua Mário Portela, nº 49                                         |                        | 22° 56′ 12″ S, 43° 11′ 27″ O                              | bem tombado pelo INEPAC |            |
|        | Imóvel à Rua Nascimento Silva, nº 399                                     |                        |                                                           | bem tombado pelo IRPH |            |
|        | Imóvel à Rua Nascimento Silva, nº 427                                     |                        |                                                           | bem tombado pelo IRPH |            |
|        | Imóvel à Rua Paissandu, nº 272                                            |                        | 22° 56′ 09″ S, 43° 10′ 50″ O                              | bem tombado pelo INEPAC |            |
|        | Imóvel à Rua Paissandu, nº 274                                            |                        | 22° 56′ 09″ S, 43° 10′ 50″ O                              | bem tombado pelo INEPAC |            |
|        | Imóvel à Rua Paissandu, nº 288                                            |                        | 22° 56′ 10″ S, 43° 10′ 51″ O                              | bem tombado pelo INEPAC |            |
|        | Imóvel à Rua Paissandu, nº 93                                             |                        |                                                           | bem tombado pelo IRPH |            |
|        | Imóvel à Rua Ribeiro de Almeida, nº 23                                    |                        | 22° 56′ 00″ S, 43° 11′ 14″ O                              | bem tombado pelo INEPAC |            |
|        | Imóvel à Rua Ribeiro de Almeida, nº 25                                    |                        | 22° 56′ 00″ S, 43° 11′ 14″ O                              | bem tombado pelo INEPAC |            |
|        | Imóvel à Rua Ribeiro de Almeida, nº 30                                    |                        | 22° 55′ 59″ S, 43° 11′ 14″ O                              | bem tombado pelo INEPAC |            |
|        | Imóvel à Rua Ribeiro de Almeida, nº 32                                    |                        | 22° 55′ 59″ S, 43° 11′ 14″ O                              | bem tombado pelo INEPAC |            |
|        | Imóvel à Rua Ribeiro de Almeida, nº 50                                    |                        | 22° 55′ 58″ S, 43° 11′ 16″ O                              | bem tombado pelo INEPAC |            |
|        | Imóvel à Rua Senador Corrêa, nº 10                                        |                        | 22° 56′ 00″ S, 43° 10′ 52″ O                              | bem tombado pelo INEPAC |            |
|        | Imóvel à Rua Senador Corrêa, nº 12                                        |                        |                                                           | bem tombado pelo INEPAC |            |
|        | Imóvel à Rua Senador Corrêa, nº 14                                        |                        | 22° 56′ 01″ S, 43° 10′ 51″ O                              | bem tombado pelo INEPAC |            |
|        | Imóvel à Rua Siqueira Campos, n° 113                                      |                        |                                                           | bem tombado pelo IRPH |            |
|        | Imóvel à Rua Soares Cabral, nº 1 e 3                                      |                        | 22° 56′ 05″ S, 43° 11′ 14″ O                              | bem tombado pelo INEPAC |            |
|        | Imóvel à Rua Souza Lima, nº 171                                           |                        |                                                           | bem tombado pelo IRPH |            |
|        | Imóvel à Rua Sá Ferreira, nº 196                                          |                        |                                                           | bem tombado pelo IRPH |            |
|        | Imóvel à Rua São Clemente, nº 175                                         |                        |                                                           | bem tombado pelo IRPH |            |
|        | Imóvel à Rua São Salvador, nº 72 e 72 A                                   |                        | 22° 56′ 04″ S, 43° 10′ 51″ O                              | bem tombado pelo INEPAC |            |
|        | Imóvel à Rua Visconde de Silva, nº 58                                     |                        |                                                           | bem tombado pelo IRPH |            |
|        | Imóvel à Rua Xavier da Silveira, nº 75                                    |                        |                                                           | bem tombado pelo IRPH |            |
|        | Imóvel à Rua das Laranjeiras, n° 490                                      |                        |                                                           | bem tombado pelo IRPH |            |
|        | Imóvel à Rua das Laranjeiras, n° 541                                      |                        |                                                           | bem tombado pelo IRPH |            |
|        | Imóvel à Rua das Laranjeiras, n° 543                                      |                        |                                                           | bem tombado pelo IRPH |            |
|        | Imóvel à Rua das Laranjeiras, nº 20 e 22                                  |                        | 22° 55′ 53″ S, 43° 10′ 48″ O                              | bem tombado pelo INEPAC |            |
|        | Imóvel à Rua das Laranjeiras, nº 232                                      |                        | 22° 56′ 03″ S, 43° 11′ 15″ O                              | bem tombado pelo INEPAC |            |
|        | Imóvel à Rua das Laranjeiras, nº 265                                      |                        | 22° 56′ 05″ S, 43° 11′ 15″ O                              | bem tombado pelo INEPAC |            |
|        | Imóvel à Rua das Laranjeiras, nº 301                                      |                        | 22° 56′ 07″ S, 43° 11′ 18″ O                              | bem tombado pelo INEPAC |            |
|        | Imóvel à Rua das Laranjeiras, nº 304                                      |                        | 22° 56′ 05″ S, 43° 11′ 20″ O                              | bem tombado pelo INEPAC |            |
|        | Imóvel à Rua das Laranjeiras, nº 308                                      |                        | 22° 56′ 06″ S, 43° 11′ 20″ O                              | bem tombado pelo INEPAC |            |
|        | Incerteza                                                                 |                        | 22° 58′ 24″ S, 43° 12′ 07″ O                              | patrimônio registrado pelo Inventário de Monumentos RJ                                                                            |            |
|        | Instituto Benjamin Constant                                               | 1891                   | 22° 57′ 13″ S, 43° 10′ 20″ O                              | bem tombado pelo INEPAC |            |
|        | Instituto Nacional de Educação de Surdos                                  | 1 de janeiro de 1856   | 22° 56′ 03″ S, 43° 11′ 15″ O                              | bem tombado pelo INEPAC |            |
|        | Instituto de Mineralogia - CPRM                                           |                        |                                                           | bem tombado pelo IRPH |            |
|        | Inverno da Praça Paris                                                    | janeiro de 1929        | 22° 55′ 00″ S, 43° 10′ 33″ O                              | patrimônio registrado pelo Inventário de Monumentos RJ                                                                            |            |
|        | Irmãos André e Antônio Rebouças                                           |                        | 22° 57′ 46″ S, 43° 12′ 16″ O                              | patrimônio registrado pelo Inventário de Monumentos RJ                                                                            |            |
|        | Irmãos Bernardelli                                                        |                        | 22° 57′ 58″ S, 43° 10′ 32″ O                              | patrimônio registrado pelo Inventário de Monumentos RJ                                                                            |            |
|        | J.Carlos                                                                  |                        | 22° 57′ 38″ S, 43° 12′ 12″ O                              | patrimônio registrado pelo Inventário de Monumentos RJ                                                                            |            |
|        | Jardim Botânico do Rio de Janeiro                                         | 13 de junho de 1808    | 22° 58′ 03″ S, 43° 13′ 26″ O                              | Património de Influência Portuguesa (base de dados) bem tombado pelo IPHAN                                                        |            |
|        | Jardim de Pedras do Museu de Arte Moderna                                 |                        | 22° 54′ 52″ S, 43° 10′ 18″ O                              | patrimônio registrado pelo Inventário de Monumentos RJ                                                                            |            |
|        | Jazigo de Pedro Ernesto                                                   |                        |                                                           | bem tombado pelo IRPH |            |
|        | José de Alencar                                                           |                        | 22° 55′ 57″ S, 43° 10′ 39″ O                              | patrimônio registrado pelo Inventário de Monumentos RJ                                                                            |            |
|        | João Pessoa                                                               |                        | 22° 58′ 36″ S, 43° 11′ 58″ O                              | patrimônio registrado pelo Inventário de Monumentos RJ                                                                            |            |
|        | Juruena de Matos                                                          |                        | 22° 56′ 54″ S, 43° 10′ 57″ O                              | patrimônio registrado pelo Inventário de Monumentos RJ                                                                            |            |
|        | Labirinto II do Morro da Viúva                                            |                        | 22° 56′ 33″ S, 43° 10′ 27″ O                              | patrimônio registrado pelo Inventário de Monumentos RJ                                                                            |            |
|        | Labirinto da Cidade das Crianças                                          |                        | 22° 55′ 44″ S, 43° 10′ 24″ O                              | patrimônio registrado pelo Inventário de Monumentos RJ                                                                            |            |
|        | Lago da Praça Nossa Senhora da Paz                                        |                        | 22° 59′ 01″ S, 43° 12′ 20″ O                              | patrimônio registrado pelo Inventário de Monumentos RJ                                                                            |            |
|        | Lago de Nautimodelismo do Parque do Flamengo                              |                        | 22° 55′ 36″ S, 43° 10′ 15″ O                              | patrimônio registrado pelo Inventário de Monumentos RJ                                                                            |            |
|        | Lago do Memorial a Getulio Vargas                                         | agosto de 2004         | 22° 55′ 17″ S, 43° 10′ 25″ O                              | patrimônio registrado pelo Inventário de Monumentos RJ                                                                            |            |
|        | Lago do Parque Guinle                                                     |                        | 22° 55′ 52″ S, 43° 10′ 58″ O                              | patrimônio registrado pelo Inventário de Monumentos RJ                                                                            |            |
|        | Lago do Restaurante do Parque do Flamengo                                 |                        | 22° 56′ 14″ S, 43° 10′ 12″ O                              | patrimônio registrado pelo Inventário de Monumentos RJ                                                                            |            |
|        | Lagoa Solidária                                                           |                        | 22° 58′ 36″ S, 43° 13′ 09″ O                              | patrimônio registrado pelo Inventário de Monumentos RJ                                                                            |            |
|        | Lagos de Plantas Aquáticas do Museu de Arte Moderna                       |                        | 22° 54′ 49″ S, 43° 10′ 20″ O                              | patrimônio registrado pelo Inventário de Monumentos RJ                                                                            |            |
|        | Lampadário (Poste) do Parque do Flamengo                                  |                        | 22° 55′ 08″ S, 43° 10′ 22″ O                              | patrimônio registrado pelo Inventário de Monumentos RJ                                                                            |            |
|        | Lampadário Modelo Colar de Pérola                                         | janeiro de 1936        | 22° 58′ 10″ S, 43° 10′ 55″ O                              | patrimônio registrado pelo Inventário de Monumentos RJ                                                                            |            |
|        | Lampadário da Praça Paris                                                 |                        | 22° 54′ 55″ S, 43° 10′ 32″ O                              | patrimônio registrado pelo Inventário de Monumentos RJ                                                                            |            |
|        | Lampadário do Monumento a Abertura dos Portos                             | janeiro de 1908        | 22° 55′ 21″ S, 43° 10′ 21″ O                              | patrimônio registrado pelo Inventário de Monumentos RJ                                                                            |            |
|        | Lampadário do Museu do Catete                                             |                        | 22° 55′ 33″ S, 43° 10′ 36″ O                              | patrimônio registrado pelo Inventário de Monumentos RJ                                                                            |            |
|        | Lasar Segall                                                              |                        | 22° 55′ 20″ S, 43° 10′ 22″ O                              | patrimônio registrado pelo Inventário de Monumentos RJ                                                                            |            |
|        | Leão em Totem                                                             |                        | 22° 58′ 44″ S, 43° 14′ 41″ O                              | patrimônio registrado pelo Inventário de Monumentos RJ                                                                            |            |
|        | Lineu de Paula Machado                                                    |                        | 22° 58′ 25″ S, 43° 13′ 32″ O                              | patrimônio registrado pelo Inventário de Monumentos RJ                                                                            |            |
|        | Lorenzo Fernandes                                                         |                        | 22° 55′ 51″ S, 43° 10′ 46″ O                              | patrimônio registrado pelo Inventário de Monumentos RJ                                                                            |            |
|        | Lua                                                                       | janeiro de 1985        | 22° 58′ 21″ S, 43° 12′ 12″ O                              | patrimônio registrado pelo Inventário de Monumentos RJ                                                                            |            |
|        | Luar do Sertão, conhecida como Jaguar                                     |                        | 22° 59′ 07″ S, 43° 11′ 52″ O                              | patrimônio registrado pelo Inventário de Monumentos RJ                                                                            |            |
|        | Manuel Madruga                                                            |                        | 22° 57′ 38″ S, 43° 12′ 13″ O                              | patrimônio registrado pelo Inventário de Monumentos RJ                                                                            |            |
|        | Marco 5 das Sesmarias da Tijuca                                           |                        |                                                           | bem tombado pelo INEPAC |            |
|        | Marco Memorial às Vítimas do Vôo AF 447                                   |                        | 22° 59′ 24″ S, 43° 13′ 41″ O                              | patrimônio registrado pelo Inventário de Monumentos RJ                                                                            |            |
|        | Marco Rodoviário da Gávea                                                 |                        | 22° 58′ 55″ S, 43° 14′ 26″ O                              | patrimônio registrado pelo Inventário de Monumentos RJ                                                                            |            |
|        | Marco ao Rio Carioca                                                      |                        | 22° 55′ 58″ S, 43° 10′ 38″ O                              | patrimônio registrado pelo Inventário de Monumentos RJ                                                                            |            |
|        | Marco da Abertura da Avenida Nieweyer                                     |                        | 22° 59′ 21″ S, 43° 13′ 40″ O                              | patrimônio registrado pelo Inventário de Monumentos RJ                                                                            |            |
|        | Marco da Eco 92                                                           |                        | 22° 55′ 53″ S, 43° 10′ 20″ O                              | patrimônio registrado pelo Inventário de Monumentos RJ                                                                            |            |
|        | Marco da Igreja Nossa Senhora da Paz                                      |                        | 22° 59′ 03″ S, 43° 12′ 19″ O                              | patrimônio registrado pelo Inventário de Monumentos RJ                                                                            |            |
|        | Marco da Imigração Japonesa                                               | junho de 2008          | 22° 58′ 28″ S, 43° 12′ 03″ O                              | patrimônio registrado pelo Inventário de Monumentos RJ                                                                            |            |
|        | Marco da Inauguração da Auto Estrada Lagoa Barra                          |                        | 22° 58′ 44″ S, 43° 13′ 43″ O                              | patrimônio registrado pelo Inventário de Monumentos RJ                                                                            |            |
|        | Marco da Inauguração da Duplicação de Copacabana                          | março de 1971          | 22° 59′ 06″ S, 43° 11′ 21″ O                              | patrimônio registrado pelo Inventário de Monumentos RJ                                                                            |            |
|        | Marco da Inauguração da Murada do Leblon                                  |                        | 22° 59′ 19″ S, 43° 13′ 40″ O                              | patrimônio registrado pelo Inventário de Monumentos RJ                                                                            |            |
|        | Marco da Inauguração do Canal do Jardim de Alá                            |                        | 22° 58′ 57″ S, 43° 12′ 50″ O                              | patrimônio registrado pelo Inventário de Monumentos RJ                                                                            |            |
|        | Marco da Reinauguração do Alargamento da Avenida Nieweyer                 |                        | 22° 59′ 21″ S, 43° 13′ 40″ O                              | patrimônio registrado pelo Inventário de Monumentos RJ                                                                            |            |
|        | Marco da Remodelação da Estrada da Gávea                                  |                        | 22° 59′ 56″ S, 43° 16′ 08″ O                              | patrimônio registrado pelo Inventário de Monumentos RJ                                                                            |            |
|        | Marco da Resistência à Insurreição Comunista                              | novembro de 1964       | 22° 57′ 17″ S, 43° 10′ 00″ O                              | patrimônio registrado pelo Inventário de Monumentos RJ                                                                            |            |
|        | Marcos Tamoio                                                             |                        | 22° 58′ 21″ S, 43° 12′ 11″ O                              | patrimônio registrado pelo Inventário de Monumentos RJ                                                                            |            |
|        | Marechal Castelo Branco                                                   |                        | 22° 57′ 45″ S, 43° 09′ 55″ O                              | patrimônio registrado pelo Inventário de Monumentos RJ                                                                            |            |
|        | Marechal Mascarenhas de Morais                                            |                        | 22° 54′ 58″ S, 43° 10′ 27″ O                              | patrimônio registrado pelo Inventário de Monumentos RJ                                                                            |            |
|        | Marechal Ramón Castilho                                                   |                        | 22° 57′ 23″ S, 43° 10′ 34″ O                              | patrimônio registrado pelo Inventário de Monumentos RJ                                                                            |            |
|        | Marechal Rondon na Praia Vermelha                                         |                        | 22° 57′ 16″ S, 43° 09′ 56″ O                              | patrimônio registrado pelo Inventário de Monumentos RJ                                                                            |            |
|        | Mario Pedrosa                                                             | janeiro de 1984        | 22° 59′ 01″ S, 43° 12′ 23″ O                              | patrimônio registrado pelo Inventário de Monumentos RJ                                                                            |            |
|        | Marte no Palácio da Cidade                                                |                        | 22° 57′ 04″ S, 43° 11′ 38″ O                              | patrimônio registrado pelo Inventário de Monumentos RJ                                                                            |            |
|        | Mastro da Batalha                                                         |                        | 22° 55′ 35″ S, 43° 10′ 15″ O                              | patrimônio registrado pelo Inventário de Monumentos RJ                                                                            |            |
|        | Mastro do Mirante do Pasmado                                              |                        | 22° 57′ 06″ S, 43° 10′ 44″ O                              | patrimônio registrado pelo Inventário de Monumentos RJ                                                                            |            |
|        | Maternidade                                                               |                        | 22° 56′ 36″ S, 43° 10′ 54″ O                              | patrimônio registrado pelo Inventário de Monumentos RJ                                                                            |            |
|        | Maternidade                                                               |                        | 22° 58′ 21″ S, 43° 12′ 12″ O                              | patrimônio registrado pelo Inventário de Monumentos RJ                                                                            |            |
|        | Medida do Tempo, conhecida como Ampulheta                                 | agosto de 1986         | 22° 58′ 21″ S, 43° 12′ 09″ O                              | patrimônio registrado pelo Inventário de Monumentos RJ                                                                            |            |
|        | Menorá                                                                    | janeiro de 1995        | 22° 57′ 54″ S, 43° 10′ 48″ O                              | patrimônio registrado pelo Inventário de Monumentos RJ                                                                            |            |
|        | Mercado São José                                                          |                        |                                                           | bem tombado pelo IRPH |            |
|        | Mercúrio na Gávea                                                         |                        | 22° 58′ 45″ S, 43° 13′ 49″ O                              | patrimônio registrado pelo Inventário de Monumentos RJ                                                                            |            |
|        | Mercúrio no Palácio da Cidade                                             |                        | 22° 57′ 04″ S, 43° 11′ 38″ O                              | patrimônio registrado pelo Inventário de Monumentos RJ                                                                            |            |
|        | Miguel Couto                                                              |                        | 22° 58′ 40″ S, 43° 13′ 23″ O                              | patrimônio registrado pelo Inventário de Monumentos RJ                                                                            |            |
|        | Minerva no Palácio da Cidade                                              |                        | 22° 57′ 04″ S, 43° 11′ 38″ O                              | patrimônio registrado pelo Inventário de Monumentos RJ                                                                            |            |
|        | Monumento a Chopin na Praia Vermelha                                      |                        | 22° 57′ 19″ S, 43° 09′ 56″ O                              | patrimônio registrado pelo Inventário de Monumentos RJ                                                                            |            |
|        | Monumento a Cuauhtemoc                                                    | 16 de setembro de 1922 | 22° 56′ 16″ S, 43° 10′ 23″ O                              | patrimônio registrado pelo Inventário de Monumentos RJ                                                                            |            |
|        | Monumento ao Senador Pinheiro Machado                                     |                        | 22° 59′ 03″ S, 43° 12′ 21″ O                              | patrimônio registrado pelo Inventário de Monumentos RJ                                                                            |            |
|        | Monumento aos Heróis de Laguna e Dourados                                 |                        | 22° 57′ 18″ S, 43° 09′ 57″ O                              | patrimônio registrado pelo Inventário de Monumentos RJ                                                                            |            |
|        | Monumento aos Mortos da Segunda Guerra Mundial                            | 15 de dezembro de 1960 | 22° 55′ 00″ S, 43° 10′ 25″ O                              | bem tombado pelo IPHAN patrimônio registrado pelo Inventário de Monumentos RJ                                                     |            |
|        | Monumento aos Mortos na Intentona Comunista                               |                        | 22° 57′ 19″ S, 43° 09′ 59″ O                              | patrimônio registrado pelo Inventário de Monumentos RJ                                                                            |            |
|        | Morro da Babilônia                                                        |                        | 22° 57′ 36″ S, 43° 10′ 14″ O                              | bem tombado pelo IPHAN |            |
|        | Morro da Urca                                                             |                        | 22° 57′ 03″ S, 43° 09′ 53″ O                              | bem tombado pelo IPHAN |            |
|        | Morro do Cantagalo                                                        |                        | 22° 58′ 42″ S, 43° 11′ 43″ O                              | bem tombado pelo INEPAC |            |
|        | Mulher e o Felino                                                         |                        | 22° 58′ 56″ S, 43° 12′ 50″ O                              | patrimônio registrado pelo Inventário de Monumentos RJ                                                                            |            |
|        | Mural Corcovado                                                           | janeiro de 2000        | 22° 56′ 57″ S, 43° 10′ 50″ O                              | patrimônio registrado pelo Inventário de Monumentos RJ                                                                            |            |
|        | Muralha do Leme                                                           |                        |                                                           | bem tombado pelo INEPAC |            |
|        | Muralha e Arcos da Ladeira do Leme                                        |                        | 22° 57′ 40″ S, 43° 10′ 44″ O                              | bem tombado pelo INEPAC |            |
|        | Muro do Iate Clube do Rio de Janeiro                                      |                        | 22° 57′ 06″ S, 43° 10′ 27″ O                              | bem tombado pelo IRPH |            |
|        | Museu Casa de Rui Barbosa                                                 | 1930                   | 22° 56′ 56″ S, 43° 11′ 21″ O                              | bem tombado pelo IPHAN |            |
|        | Museu Villa-Lobos                                                         | 1960                   | 22° 57′ 07″ S, 43° 11′ 26″ O                              | bem tombado pelo IPHAN |            |
|        | Nelson Rodrigues                                                          |                        | 22° 57′ 57″ S, 43° 10′ 53″ O                              | patrimônio registrado pelo Inventário de Monumentos RJ                                                                            |            |
|        | Nossa Senhora da Imaculada Conceição do Largo do Machado                  |                        | 22° 55′ 50″ S, 43° 10′ 43″ O                              | patrimônio registrado pelo Inventário de Monumentos RJ                                                                            |            |
|        | O Corneteiro                                                              |                        | 22° 59′ 02″ S, 43° 12′ 33″ O                              | patrimônio registrado pelo Inventário de Monumentos RJ                                                                            |            |
|        | O Trio                                                                    |                        | 22° 59′ 22″ S, 43° 13′ 43″ O                              | patrimônio registrado pelo Inventário de Monumentos RJ                                                                            |            |
|        | O'Higgins                                                                 |                        | 22° 56′ 13″ S, 43° 10′ 24″ O                              | patrimônio registrado pelo Inventário de Monumentos RJ                                                                            |            |
|        | Obelisco de Ipanema                                                       |                        | 22° 59′ 01″ S, 43° 12′ 50″ O                              | patrimônio registrado pelo Inventário de Monumentos RJ                                                                            |            |
|        | Obelisco do Alargamento de Copacabana                                     |                        | 22° 57′ 45″ S, 43° 09′ 55″ O                              | patrimônio registrado pelo Inventário de Monumentos RJ                                                                            |            |
|        | Obelisco do Memorial Getulio Vargas                                       | agosto de 2004         | 22° 55′ 17″ S, 43° 10′ 25″ O                              | patrimônio registrado pelo Inventário de Monumentos RJ                                                                            |            |
|        | Obra do Berço                                                             |                        | 22° 57′ 49″ S, 43° 12′ 13″ O                              | bem tombado pelo INEPAC |            |
|        | Oratório de Nossa Senhora Aparecida                                       |                        | 22° 58′ 50″ S, 43° 13′ 05″ O                              | patrimônio registrado pelo Inventário de Monumentos RJ                                                                            |            |
|        | Oratório de Nossa Senhora das Graças de Copacabana                        |                        | 22° 58′ 41″ S, 43° 11′ 34″ O                              | patrimônio registrado pelo Inventário de Monumentos RJ                                                                            |            |
|        | Oratório de Nossa Senhora de Fátima de Gávea                              |                        | 22° 58′ 43″ S, 43° 13′ 24″ O                              | patrimônio registrado pelo Inventário de Monumentos RJ                                                                            |            |
|        | Oratório de Nossa Senhora de Fátima do Bairro Peixoto                     |                        | 22° 58′ 03″ S, 43° 11′ 23″ O                              | patrimônio registrado pelo Inventário de Monumentos RJ                                                                            |            |
|        | Oratório de Santa Bárbara                                                 |                        | 22° 55′ 50″ S, 43° 11′ 10″ O                              | patrimônio registrado pelo Inventário de Monumentos RJ                                                                            |            |
|        | Oratório do Sagrado Coração de Maria e de Jesus.                          |                        | 22° 59′ 17″ S, 43° 11′ 32″ O                              | patrimônio registrado pelo Inventário de Monumentos RJ                                                                            |            |
|        | Oratório à São Pedro de Copacabana                                        | dezembro de 2009       | 22° 59′ 09″ S, 43° 11′ 20″ O                              | patrimônio registrado pelo Inventário de Monumentos RJ                                                                            |            |
|        | Oswaldo Cruz em Botafogo                                                  |                        | 22° 56′ 30″ S, 43° 10′ 37″ O                              | patrimônio registrado pelo Inventário de Monumentos RJ                                                                            |            |
|        | Othon Xavier de Brito                                                     |                        | 22° 59′ 18″ S, 43° 13′ 41″ O                              | patrimônio registrado pelo Inventário de Monumentos RJ                                                                            |            |
|        | Otto Lara Resende                                                         |                        | 22° 57′ 59″ S, 43° 13′ 10″ O                              | patrimônio registrado pelo Inventário de Monumentos RJ                                                                            |            |
|        | Outono da Praça Paris                                                     |                        | 22° 54′ 54″ S, 43° 10′ 33″ O                              | patrimônio registrado pelo Inventário de Monumentos RJ                                                                            |            |
|        | Oxossi                                                                    |                        | 22° 58′ 23″ S, 43° 12′ 08″ O                              | patrimônio registrado pelo Inventário de Monumentos RJ                                                                            |            |
|        | Pablo Neruba                                                              | novembro de 2004       | 22° 56′ 34″ S, 43° 10′ 51″ O                              | patrimônio registrado pelo Inventário de Monumentos RJ                                                                            |            |
|        | Padre Antônio Vieira                                                      |                        | 22° 58′ 42″ S, 43° 14′ 01″ O                              | patrimônio registrado pelo Inventário de Monumentos RJ                                                                            |            |
|        | Painel Revoada                                                            | julho de 2015          | 22° 58′ 45″ S, 43° 13′ 50″ O                              | patrimônio registrado pelo Inventário de Monumentos RJ                                                                            |            |
|        | Painel de Aluisio Carvão                                                  | janeiro de 1996        | 22° 58′ 42″ S, 43° 13′ 30″ O                              | patrimônio registrado pelo Inventário de Monumentos RJ                                                                            |            |
|        | Painel de Chica Granchi                                                   | janeiro de 1996        | 22° 59′ 32″ S, 43° 14′ 02″ O                              | patrimônio registrado pelo Inventário de Monumentos RJ                                                                            |            |
|        | Painel do Frescobol                                                       | janeiro de 1998        | 22° 58′ 46″ S, 43° 11′ 28″ O                              | patrimônio registrado pelo Inventário de Monumentos RJ                                                                            |            |
|        | Painel dos Direitos Humanos em Copacabana                                 | dezembro de 2002       | 22° 58′ 04″ S, 43° 11′ 14″ O                              | patrimônio registrado pelo Inventário de Monumentos RJ                                                                            |            |
|        | Painel dos Direitos Humanos na Gávea                                      |                        | 22° 58′ 56″ S, 43° 14′ 28″ O                              | patrimônio registrado pelo Inventário de Monumentos RJ                                                                            |            |
|        | Painel dos Direitos Humanos na Nieweyer                                   |                        | 22° 59′ 41″ S, 43° 14′ 04″ O                              | patrimônio registrado pelo Inventário de Monumentos RJ                                                                            |            |
|        | Painéis Metálicos de Animais                                              |                        | 22° 56′ 01″ S, 43° 10′ 39″ O                              | patrimônio registrado pelo Inventário de Monumentos RJ                                                                            |            |
|        | Palacete Linneo de Paula Machado                                          |                        | 22° 57′ 00″ S, 43° 11′ 21″ O                              | bem tombado pelo INEPAC |            |
|        | Palacete Linneu de Paula Machado e Jardins                                |                        | 22° 57′ 00″ S, 43° 11′ 21″ O                              | bem tombado pelo INEPAC |            |
|        | Palacete Modesto Leal                                                     |                        | 22° 56′ 07″ S, 43° 11′ 19″ O                              | bem tombado pelo INEPAC |            |
|        | Palacete Tavares                                                          |                        |                                                           | bem tombado pelo IRPH |            |
|        | Palácio Guanabara                                                         |                        | 22° 56′ 15″ S, 43° 11′ 02″ O                              | bem tombado pelo IPHAN |            |
|        | Palácio Rosa                                                              |                        |                                                           | bem tombado pelo IRPH |            |
|        | Palácio Universitário UFRJ                                                |                        | 22° 57′ 08″ S, 43° 10′ 28″ O                              | bem tombado pelo IPHAN |            |
|        | Palácio da Cidade                                                         | 1950                   | 22° 57′ 00″ S, 43° 11′ 40″ O                              | bem tombado pelo IRPH |            |
|        | Palácio das Laranjeiras                                                   | 1914                   | 22° 55′ 53″ S, 43° 11′ 01″ O                              | bem tombado pelo IPHAN bem tombado pelo INEPAC                                                                                    |            |
|        | Parque Henrique Lage                                                      |                        | 22° 57′ 31″ S, 43° 12′ 42″ O                              | bem tombado pelo INEPAC |            |
|        | Passarela Aércio Sampaio                                                  |                        | 22° 55′ 36″ S, 43° 10′ 20″ O                              | patrimônio registrado pelo Inventário de Monumentos RJ                                                                            |            |
|        | Passarela Fernando Morcorvo                                               |                        | 22° 55′ 57″ S, 43° 10′ 25″ O                              | patrimônio registrado pelo Inventário de Monumentos RJ                                                                            |            |
|        | Passarela General Caiado de Castro                                        |                        | 22° 55′ 13″ S, 43° 10′ 28″ O                              | patrimônio registrado pelo Inventário de Monumentos RJ                                                                            |            |
|        | Passarela Irineu Marinho                                                  |                        | 22° 55′ 10″ S, 43° 10′ 22″ O                              | patrimônio registrado pelo Inventário de Monumentos RJ                                                                            |            |
|        | Passarela Paulo Bittencourt                                               |                        | 22° 54′ 44″ S, 43° 10′ 18″ O                              | patrimônio registrado pelo Inventário de Monumentos RJ                                                                            |            |
|        | Passarela de Oscar Nieweyer                                               |                        | 22° 59′ 32″ S, 43° 15′ 04″ O                              | patrimônio registrado pelo Inventário de Monumentos RJ                                                                            |            |
|        | Pasteur                                                                   |                        | 22° 57′ 14″ S, 43° 10′ 10″ O                              | patrimônio registrado pelo Inventário de Monumentos RJ                                                                            |            |
|        | Pavilhão São Clemente                                                     |                        |                                                           | bem tombado pelo IRPH |            |
|        | Pedra Fundamental - Monumento ao Almirante Barroso                        | junho de 1908 1909     | 22° 55′ 08″ S, 43° 10′ 32″ O 22° 55′ 07″ S, 43° 10′ 33″ O | patrimônio registrado pelo Inventário de Monumentos RJ                                                                            |            |
|        | Pedro Juan Caballero                                                      | abril de 1959          | 22° 56′ 59″ S, 43° 10′ 49″ O                              | patrimônio registrado pelo Inventário de Monumentos RJ                                                                            |            |
|        | Pereira Carneiro                                                          |                        | 22° 55′ 14″ S, 43° 10′ 28″ O                              | patrimônio registrado pelo Inventário de Monumentos RJ                                                                            |            |
|        | Piso de Paralelepípedo da Rua Ribeira de Almeida                          |                        | 22° 56′ 02″ S, 43° 11′ 11″ O                              | patrimônio registrado pelo Inventário de Monumentos RJ                                                                            |            |
|        | Piso de Pedra Portuguesa Mosaico de Burle Marx da Praça Julio de Noronha  | setembro de 1970       | 22° 57′ 44″ S, 43° 09′ 55″ O                              | patrimônio registrado pelo Inventário de Monumentos RJ                                                                            |            |
|        | Piso de Pedra Portuguesa Mosaico de Burle Marx de Copacabana              |                        | 22° 57′ 55″ S, 43° 10′ 26″ O                              | patrimônio registrado pelo Inventário de Monumentos RJ                                                                            |            |
|        | Piso de Pedra Portuguesa Mosaico de Burle Marx do Largo do Machado        | janeiro de 1951        | 22° 55′ 52″ S, 43° 10′ 42″ O                              | patrimônio registrado pelo Inventário de Monumentos RJ                                                                            |            |
|        | Piso de Pedra Portuguesa de Rosa dos Ventos da Glória                     |                        | 22° 55′ 12″ S, 43° 10′ 37″ O                              | patrimônio registrado pelo Inventário de Monumentos RJ                                                                            |            |
|        | Piso de Pé de Moleque da Ladeira Cerra Corá                               |                        | 22° 56′ 25″ S, 43° 12′ 00″ O                              | patrimônio registrado pelo Inventário de Monumentos RJ                                                                            |            |
|        | Piso de Pé de Moleque na Rua Orlando Rangel                               |                        | 22° 55′ 26″ S, 43° 10′ 33″ O                              | patrimônio registrado pelo Inventário de Monumentos RJ                                                                            |            |
|        | Piso de Pé de Moleque no Largo do Boticário                               |                        | 22° 56′ 23″ S, 43° 12′ 05″ O                              | patrimônio registrado pelo Inventário de Monumentos RJ                                                                            |            |
|        | Piso no Largo Professor Silva Melo                                        |                        | 22° 56′ 24″ S, 43° 12′ 07″ O                              | patrimônio registrado pelo Inventário de Monumentos RJ                                                                            |            |
|        | Pista de Aeromodelismo do Parque do Flamengo                              |                        | 22° 55′ 08″ S, 43° 10′ 22″ O                              | patrimônio registrado pelo Inventário de Monumentos RJ                                                                            |            |
|        | Plano inclinado do Outeiro da Glória                                      |                        | 22° 55′ 18″ S, 43° 10′ 31″ O                              | patrimônio registrado pelo Inventário de Monumentos RJ                                                                            |            |
|        | Poesia em Ruínas                                                          |                        | 22° 56′ 33″ S, 43° 10′ 49″ O                              | patrimônio registrado pelo Inventário de Monumentos RJ                                                                            |            |
|        | Pomona na Urca                                                            | janeiro de 1963        | 22° 57′ 20″ S, 43° 09′ 56″ O                              | patrimônio registrado pelo Inventário de Monumentos RJ                                                                            |            |
|        | Ponte da Avenida Portugal                                                 |                        | 22° 57′ 07″ S, 43° 10′ 10″ O                              | patrimônio registrado pelo Inventário de Monumentos RJ                                                                            |            |
|        | Ponte do Parque da Cidade                                                 |                        | 22° 58′ 44″ S, 43° 14′ 37″ O                              | patrimônio registrado pelo Inventário de Monumentos RJ                                                                            |            |
|        | Ponte do Restaurante do Parque do Flamengo                                |                        | 22° 56′ 14″ S, 43° 10′ 14″ O                              | patrimônio registrado pelo Inventário de Monumentos RJ                                                                            |            |
|        | Portal da Praça Del Prete                                                 | novembro de 1999       | 22° 55′ 59″ S, 43° 11′ 04″ O                              | patrimônio registrado pelo Inventário de Monumentos RJ                                                                            |            |
|        | Portão da Praça Paris                                                     |                        | 22° 55′ 02″ S, 43° 10′ 35″ O                              | patrimônio registrado pelo Inventário de Monumentos RJ                                                                            |            |
|        | Portão do Parque Guinle                                                   |                        | 22° 55′ 54″ S, 43° 10′ 57″ O                              | patrimônio registrado pelo Inventário de Monumentos RJ                                                                            |            |
|        | Portão do Parque da Cidade                                                |                        | 22° 58′ 47″ S, 43° 14′ 32″ O                              | patrimônio registrado pelo Inventário de Monumentos RJ                                                                            |            |
|        | Praça General Osório                                                      |                        | 22° 59′ 07″ S, 43° 11′ 53″ O                              | bem tombado pelo IRPH |            |
|        | Primavera da Praça Nossa Senhora da Paz                                   |                        | 22° 59′ 01″ S, 43° 12′ 20″ O                              | patrimônio registrado pelo Inventário de Monumentos RJ                                                                            |            |
|        | Primavera da Praça Paris                                                  | janeiro de 1929        | 22° 54′ 55″ S, 43° 10′ 32″ O                              | patrimônio registrado pelo Inventário de Monumentos RJ                                                                            |            |
|        | Primeiro Templo Metodista do Brasil                                       |                        | 22° 55′ 59″ S, 43° 10′ 41″ O                              | bem tombado pelo INEPAC |            |
|        | Princesa Isabel de Avenida Princesa Isabel                                |                        | 22° 57′ 55″ S, 43° 10′ 24″ O                              | patrimônio registrado pelo Inventário de Monumentos RJ                                                                            |            |
|        | Prometeu                                                                  |                        | 22° 58′ 21″ S, 43° 12′ 11″ O                              | patrimônio registrado pelo Inventário de Monumentos RJ                                                                            |            |
|        | Prontidão da Escola do Comando Maior do Exército                          |                        | 22° 57′ 16″ S, 43° 09′ 56″ O                              | patrimônio registrado pelo Inventário de Monumentos RJ                                                                            |            |
|        | Proteção, o Cão e a Criança                                               |                        | 22° 58′ 57″ S, 43° 12′ 51″ O                              | patrimônio registrado pelo Inventário de Monumentos RJ                                                                            |            |
|        | Prédio à Avenida Oswaldo Cruz, nº 4                                       |                        |                                                           | bem tombado pelo IRPH |            |
|        | Príncipe dos Bosques                                                      |                        | 22° 58′ 22″ S, 43° 12′ 09″ O                              | patrimônio registrado pelo Inventário de Monumentos RJ                                                                            |            |
|        | Quadrado em Torção no Espaço                                              | janeiro de 1985        | 22° 59′ 12″ S, 43° 11′ 57″ O                              | patrimônio registrado pelo Inventário de Monumentos RJ                                                                            |            |
|        | Quartzo Rosa                                                              | janeiro de 1998        | 22° 57′ 54″ S, 43° 10′ 49″ O                              | patrimônio registrado pelo Inventário de Monumentos RJ                                                                            |            |
|        | Quiosque Baixo Bebê                                                       |                        |                                                           | bem tombado pelo IRPH |            |
|        | Quorus                                                                    |                        | 22° 58′ 21″ S, 43° 12′ 11″ O                              | patrimônio registrado pelo Inventário de Monumentos RJ                                                                            |            |
|        | Raízes - Amazonas                                                         |                        | 22° 58′ 22″ S, 43° 12′ 13″ O                              | patrimônio registrado pelo Inventário de Monumentos RJ                                                                            |            |
|        | Real e Benemérita Sociedade Portuguesa de Beneficência do Rio de Janeiro  |                        |                                                           | bem tombado pelo IRPH |            |
|        | Rei Alberto I                                                             |                        | 22° 59′ 07″ S, 43° 11′ 33″ O                              | patrimônio registrado pelo Inventário de Monumentos RJ                                                                            |            |
|        | Reis e Silva                                                              |                        | 22° 54′ 54″ S, 43° 10′ 32″ O                              | patrimônio registrado pelo Inventário de Monumentos RJ                                                                            |            |
|        | Relógio da Glória                                                         | abril de 1905          | 22° 55′ 11″ S, 43° 10′ 36″ O 22° 55′ 11″ S, 43° 10′ 37″ O | patrimônio registrado pelo Inventário de Monumentos RJ bem tombado pelo INEPAC                                                    |            |
|        | Relógio do Parque Peter Pan                                               |                        | 22° 59′ 00″ S, 43° 11′ 32″ O                              | patrimônio registrado pelo Inventário de Monumentos RJ                                                                            |            |
|        | Represa do Rio Cabeças                                                    |                        | 22° 57′ 44″ S, 43° 13′ 11″ O                              | bem tombado pelo INEPAC |            |
|        | Reservatório Morro do Inglês                                              |                        | 22° 56′ 35″ S, 43° 12′ 14″ O                              | bem tombado pelo INEPAC |            |
|        | Reservatório do Cantagalo                                                 |                        | 22° 58′ 40″ S, 43° 11′ 41″ O                              | bem tombado pelo INEPAC |            |
|        | Reservatório do Morro da Viúva                                            |                        | 22° 56′ 30″ S, 43° 10′ 31″ O                              | bem tombado pelo INEPAC |            |
|        | Reservatório dos Macacos                                                  |                        |                                                           | bem tombado pelo INEPAC |            |
|        | Reservatório dos Macacos e Açude                                          |                        | 22° 57′ 59″ S, 43° 14′ 26″ O                              | bem tombado pelo INEPAC |            |
|        | Residência de Leonel Miranda                                              |                        |                                                           | bem tombado pelo IRPH |            |
|        | Residência de Niemeyer em São Conrado                                     |                        |                                                           | bem tombado pelo IRPH |            |
|        | Residência de Niemeyer na Lagoa                                           |                        |                                                           | bem tombado pelo IRPH |            |
|        | Residência de Prudente de Moraes Neto                                     |                        |                                                           | bem tombado pelo IRPH |            |
|        | Residência e Oficina de Trabalho do Senador Afonso Arinos de Mello Franco |                        |                                                           | bem tombado pelo IRPH |            |
|        | Restaurante Antiquarius                                                   |                        |                                                           | bem tombado pelo IRPH |            |
|        | Rio Arte                                                                  |                        |                                                           | bem tombado pelo IRPH |            |
|        | Rocha Leão, o Barão de Itamarati                                          | janeiro de 1938        | 22° 58′ 24″ S, 43° 13′ 31″ O                              | patrimônio registrado pelo Inventário de Monumentos RJ                                                                            |            |
|        | Roda Grande                                                               |                        | 22° 58′ 39″ S, 43° 14′ 45″ O                              | patrimônio registrado pelo Inventário de Monumentos RJ                                                                            |            |
|        | Roda Pequena                                                              |                        | 22° 58′ 39″ S, 43° 14′ 45″ O                              | patrimônio registrado pelo Inventário de Monumentos RJ                                                                            |            |
|        | Rodolfo de Amoêdo                                                         | janeiro de 1940        | 22° 55′ 15″ S, 43° 10′ 28″ O                              | patrimônio registrado pelo Inventário de Monumentos RJ                                                                            |            |
|        | Rua do Catete                                                             |                        | 22° 55′ 33″ S, 43° 10′ 35″ O                              | bem tombado pelo IPHAN |            |
|        | Rubén Dario                                                               |                        | 22° 59′ 19″ S, 43° 13′ 41″ O                              | patrimônio registrado pelo Inventário de Monumentos RJ                                                                            |            |
|        | Sagrado Coração de Jesus                                                  |                        | 22° 57′ 44″ S, 43° 12′ 14″ O                              | patrimônio registrado pelo Inventário de Monumentos RJ                                                                            |            |
|        | San Martin                                                                |                        | 22° 58′ 31″ S, 43° 12′ 01″ O                              | patrimônio registrado pelo Inventário de Monumentos RJ                                                                            |            |
|        | Santa Sara                                                                | maio de 2002           | 22° 59′ 20″ S, 43° 11′ 30″ O                              | patrimônio registrado pelo Inventário de Monumentos RJ                                                                            |            |
|        | Santos Dumont na Gávea                                                    |                        | 22° 58′ 27″ S, 43° 13′ 34″ O                              | patrimônio registrado pelo Inventário de Monumentos RJ                                                                            |            |
|        | Sarah Kubischek                                                           |                        | 22° 58′ 46″ S, 43° 11′ 29″ O                              | patrimônio registrado pelo Inventário de Monumentos RJ                                                                            |            |
|        | Sede da "Manchete"                                                        |                        |                                                           | bem tombado pelo IRPH |            |
|        | Sede da 9ª Delegacia de Polícia Civil                                     |                        |                                                           | bem tombado pelo IRPH |            |
|        | Sede da Fundação Getúlio Vargas                                           |                        | 22° 56′ 29″ S, 43° 10′ 49″ O                              | bem tombado pelo IRPH |            |
|        | Sede da Fundação Oscar Niemeyer                                           |                        |                                                           | bem tombado pelo IRPH |            |
|        | Sede da Obra do Berço                                                     |                        |                                                           | bem tombado pelo IRPH |            |
|        | Serena, Dama do Mar - Iemanjá                                             |                        | 22° 59′ 08″ S, 43° 11′ 20″ O                              | patrimônio registrado pelo Inventário de Monumentos RJ                                                                            |            |
|        | Serviço Social do Comércio                                                |                        |                                                           | bem tombado pelo IRPH |            |
|        | Serzedelo Correia                                                         |                        | 22° 58′ 07″ S, 43° 11′ 02″ O                              | patrimônio registrado pelo Inventário de Monumentos RJ                                                                            |            |
|        | Shit Happens, conhecida como Rolo de Papel                                |                        | 22° 54′ 52″ S, 43° 10′ 17″ O                              | patrimônio registrado pelo Inventário de Monumentos RJ                                                                            |            |
|        | Sibelius                                                                  |                        | 22° 58′ 39″ S, 43° 13′ 34″ O                              | patrimônio registrado pelo Inventário de Monumentos RJ                                                                            |            |
|        | Simón Bolívar                                                             |                        | 22° 57′ 21″ S, 43° 10′ 39″ O                              | patrimônio registrado pelo Inventário de Monumentos RJ                                                                            |            |
|        | Siqueira Campos no Forte de Copacabana                                    |                        | 22° 59′ 12″ S, 43° 11′ 17″ O                              | patrimônio registrado pelo Inventário de Monumentos RJ                                                                            |            |
|        | Sociedade dos Engenheiros e Arquitetos do Estado do Rio de Janeiro        |                        | 22° 55′ 14″ S, 43° 10′ 31″ O                              | bem tombado pelo INEPAC |            |
|        | Sofia                                                                     |                        | 22° 58′ 23″ S, 43° 12′ 07″ O                              | patrimônio registrado pelo Inventário de Monumentos RJ                                                                            |            |
|        | Solar Grandjean de Montigny                                               |                        | 22° 58′ 44″ S, 43° 14′ 02″ O                              | Património de Influência Portuguesa (base de dados) bem tombado pelo IPHAN                                                        |            |
|        | Stuart Angel                                                              |                        | 22° 57′ 05″ S, 43° 10′ 30″ O                              | patrimônio registrado pelo Inventário de Monumentos RJ                                                                            |            |
|        | São Francisco de Assis                                                    |                        | 22° 58′ 24″ S, 43° 12′ 06″ O                              | patrimônio registrado pelo Inventário de Monumentos RJ                                                                            |            |
|        | São Francisco de Assis                                                    |                        | 22° 57′ 58″ S, 43° 10′ 33″ O                              | patrimônio registrado pelo Inventário de Monumentos RJ                                                                            |            |
|        | São Francisco de Assis e Santa Clara                                      |                        | 22° 55′ 17″ S, 43° 10′ 25″ O                              | patrimônio registrado pelo Inventário de Monumentos RJ                                                                            |            |
|        | São Pedro do Mar                                                          |                        | 22° 56′ 54″ S, 43° 09′ 56″ O                              | patrimônio registrado pelo Inventário de Monumentos RJ                                                                            |            |
|        | São Sebastião                                                             |                        | 22° 55′ 15″ S, 43° 10′ 27″ O                              | patrimônio registrado pelo Inventário de Monumentos RJ                                                                            |            |
|        | Sérgio Vieira de Mello                                                    |                        | 22° 58′ 49″ S, 43° 13′ 27″ O                              | patrimônio registrado pelo Inventário de Monumentos RJ                                                                            |            |
|        | Tartaruga do Museu de Arte Moderna                                        |                        | 22° 54′ 49″ S, 43° 10′ 20″ O                              | patrimônio registrado pelo Inventário de Monumentos RJ                                                                            |            |
|        | Teatrinho do Morro da Viúva                                               |                        | 22° 56′ 33″ S, 43° 10′ 27″ O                              | patrimônio registrado pelo Inventário de Monumentos RJ                                                                            |            |
|        | Teatro O Tablado                                                          | 1951                   | 22° 57′ 54″ S, 43° 13′ 00″ O                              | bem tombado pelo IRPH |            |
|        | Teatro do Hotel Copacabana Palace                                         |                        |                                                           | bem tombado pelo INEPAC |            |
|        | Teixeira Mendes                                                           |                        | 22° 55′ 14″ S, 43° 10′ 28″ O                              | patrimônio registrado pelo Inventário de Monumentos RJ                                                                            |            |
|        | Teixeira Soares                                                           |                        | 22° 56′ 26″ S, 43° 11′ 54″ O                              | patrimônio registrado pelo Inventário de Monumentos RJ                                                                            |            |
|        | Templo da Humanidade (Igreja Positivista do Brasil)                       |                        | 22° 55′ 15″ S, 43° 10′ 46″ O                              | bem tombado pelo INEPAC |            |
|        | Tenente Siqueira Campos - Ao Levante dos 18 do Forte                      |                        | 22° 58′ 15″ S, 43° 11′ 00″ O                              | patrimônio registrado pelo Inventário de Monumentos RJ                                                                            |            |
|        | Tom Jobim                                                                 |                        | 22° 59′ 16″ S, 43° 11′ 40″ O                              | patrimônio registrado pelo Inventário de Monumentos RJ                                                                            |            |
|        | Treliça do Jardim de Alá                                                  |                        | 22° 59′ 04″ S, 43° 12′ 55″ O                              | patrimônio registrado pelo Inventário de Monumentos RJ                                                                            |            |
|        | Varnhagem                                                                 | outubro de 1938        | 22° 55′ 02″ S, 43° 10′ 33″ O                              | patrimônio registrado pelo Inventário de Monumentos RJ                                                                            |            |
|        | Vaso da Praça José Acioli                                                 |                        | 22° 58′ 50″ S, 43° 12′ 24″ O                              | patrimônio registrado pelo Inventário de Monumentos RJ                                                                            |            |
|        | Vaso do Parque da Cidade                                                  |                        | 22° 58′ 43″ S, 43° 14′ 42″ O                              | patrimônio registrado pelo Inventário de Monumentos RJ                                                                            |            |
|        | Vasos do portão do Parque Guinle                                          |                        | 22° 55′ 53″ S, 43° 10′ 57″ O                              | patrimônio registrado pelo Inventário de Monumentos RJ                                                                            |            |
|        | Vera Janacópulos                                                          |                        | 22° 55′ 00″ S, 43° 10′ 33″ O                              | patrimônio registrado pelo Inventário de Monumentos RJ                                                                            |            |
|        | Verão da Praça Paris                                                      | janeiro de 1929        | 22° 55′ 00″ S, 43° 10′ 33″ O                              | patrimônio registrado pelo Inventário de Monumentos RJ                                                                            |            |
|        | Vestal na Urca                                                            | janeiro de 1963        | 22° 57′ 16″ S, 43° 09′ 55″ O                              | patrimônio registrado pelo Inventário de Monumentos RJ                                                                            |            |
|        | Visconde do Rio Branco                                                    |                        |                                                           | patrimônio registrado pelo Inventário de Monumentos RJ                                                                            |            |
|        | Vitória                                                                   |                        | 22° 57′ 58″ S, 43° 10′ 32″ O                              | patrimônio registrado pelo Inventário de Monumentos RJ                                                                            |            |
|        | Yhitzak Rabin                                                             |                        | 22° 57′ 05″ S, 43° 10′ 44″ O                              | patrimônio registrado pelo Inventário de Monumentos RJ                                                                            |            |
|        | Zuzu Angel                                                                |                        | 22° 59′ 55″ S, 43° 16′ 02″ O                              | patrimônio registrado pelo Inventário de Monumentos RJ                                                                            |            |
|        | Zózimo Barroso do Amaral                                                  | novembro de 2001       | 22° 59′ 18″ S, 43° 13′ 38″ O                              | patrimônio registrado pelo Inventário de Monumentos RJ                                                                            |            |
|        | igreja Nossa Senhora da Paz                                               |                        | 22° 59′ 04″ S, 43° 12′ 19″ O                              | bem tombado pelo IRPH |            |
|        | À Carlota Macedo Soares                                                   |                        | 22° 56′ 09″ S, 43° 10′ 12″ O                              | patrimônio registrado pelo Inventário de Monumentos RJ                                                                            |            |
|        | À Estácio de Sá                                                           |                        | 22° 56′ 24″ S, 43° 10′ 12″ O                              | patrimônio registrado pelo Inventário de Monumentos RJ                                                                            |            |
|        | À Gaudi                                                                   |                        | 22° 58′ 35″ S, 43° 12′ 00″ O                              | patrimônio registrado pelo Inventário de Monumentos RJ                                                                            |            |
|        | À Maria do Carmo Nabuco                                                   |                        | 22° 57′ 04″ S, 43° 11′ 58″ O                              | patrimônio registrado pelo Inventário de Monumentos RJ                                                                            |            |
|        | À Tom Jobim, O Estudante                                                  |                        | 22° 57′ 38″ S, 43° 12′ 43″ O                              | patrimônio registrado pelo Inventário de Monumentos RJ                                                                            |            |
|        | À Victor Assis Brasil                                                     |                        | 22° 58′ 20″ S, 43° 13′ 01″ O                              | patrimônio registrado pelo Inventário de Monumentos RJ                                                                            |            |
|        | À Vieira Souto e Paulo de Frontin                                         |                        | 22° 59′ 10″ S, 43° 12′ 57″ O                              | patrimônio registrado pelo Inventário de Monumentos RJ                                                                            |            |
|        | Área do Prédio à Rua Ribeiro de Almeida, nº 29                            |                        |                                                           | bem tombado pelo IRPH |            |
|        | Índio Lutando com o Felino                                                |                        | 22° 58′ 21″ S, 43° 12′ 11″ O                              | patrimônio registrado pelo Inventário de Monumentos RJ                                                                            |            |

∑ 723 items.